# Establecimientos coloniales de la Patagonia atlántica

Establecimientos del Imperio español en la Patagonia atlántica.

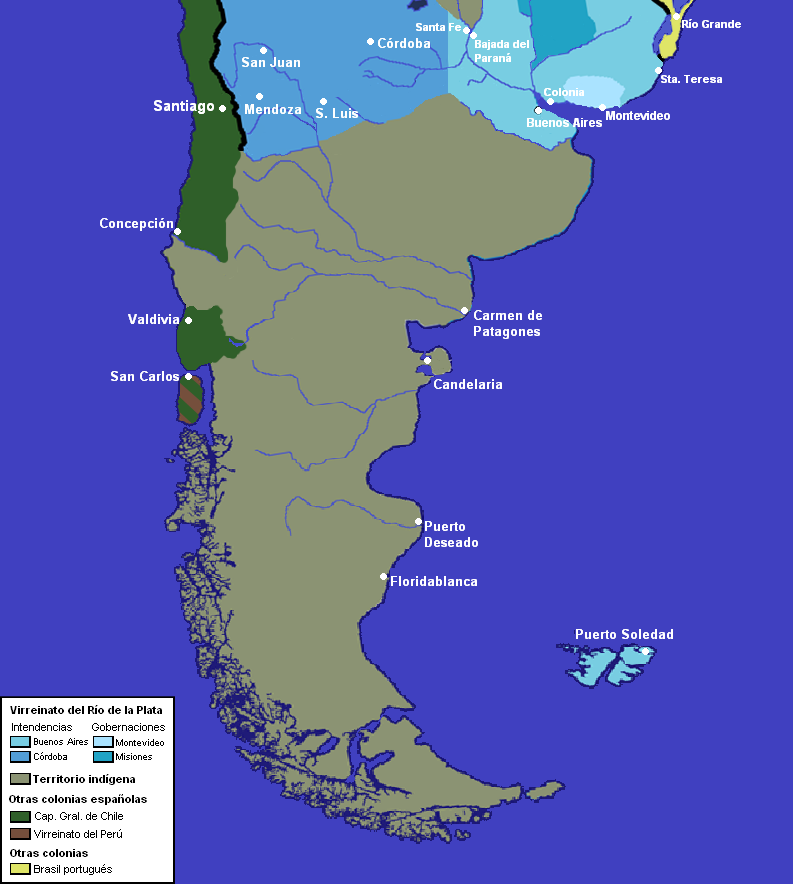
La Patagonia bajo la jurisdicción teórica del Imperio español, con los poblados fundados en sus costas.

Carta esférica de las costas de la America Meridional hecha por Juan de Lángara en 1798 incluyendo las costas patagónicas y los asentamientos.

Los establecimientos coloniales de la Patagonia atlántica son las poblaciones que la Corona española fundó en la costa patagónica, bañada por el océano Atlántico en los territorios nominales del Imperio español habitados principalmente por tehuelches.
Dichas fundaciones se habrían motivado ante el peligro de que se fundasen allí establecimientos franceses o ingleses, países que habrían considerado a esa región como res nullius.[cita requerida] Con posterioridad a la independencia de Chile y de Argentina se generaría una controversia entre ambas naciones sobre la aplicación del principio uti possidetis iuris de 1810 en la región, relacionado en gran medida con estos establecimientos.

## Antecedentes históricos de la costa patagónica oriental

### Erección del efímero Puerto de los Leones en la bahía Camarones

Gobernaciones sudamericanas desde 1534 hasta 1539, aparece la gobernación de Nueva León después de su ampliación hasta el estrecho de Magallanes en 1536, estando al mando de Francisco de Camargo.

El 9 de marzo de 1535, el navegante Simón de Alcazaba y Sotomayor quien fuera nombrado adelantado de la gobernación de Nueva León en las capitulaciones de 1534 por el rey Carlos V, La gobernación abarcaba 200 leguas de norte a sur y fundó en la caleta Hornos de la bahía Gil —a 29 kilómetros al sur de la actual localidad argentina de Camarones, en la actual provincia del Chubut— el efímero «Puerto de los Leones» o «Nueva León».
Dicha efímera localidad duraría hasta el 17 de junio del citado año, cuando fuera abandonado después de ser asesinado el adelantado Simón de Alcazaba.
Posteriormente al ser concedida la gobernación a Francisco de Camargo el 8 de diciembre de 1536, el territorio es extendido hasta el estrecho de Magallanes.

### Ampliación de la gobernación de Chile

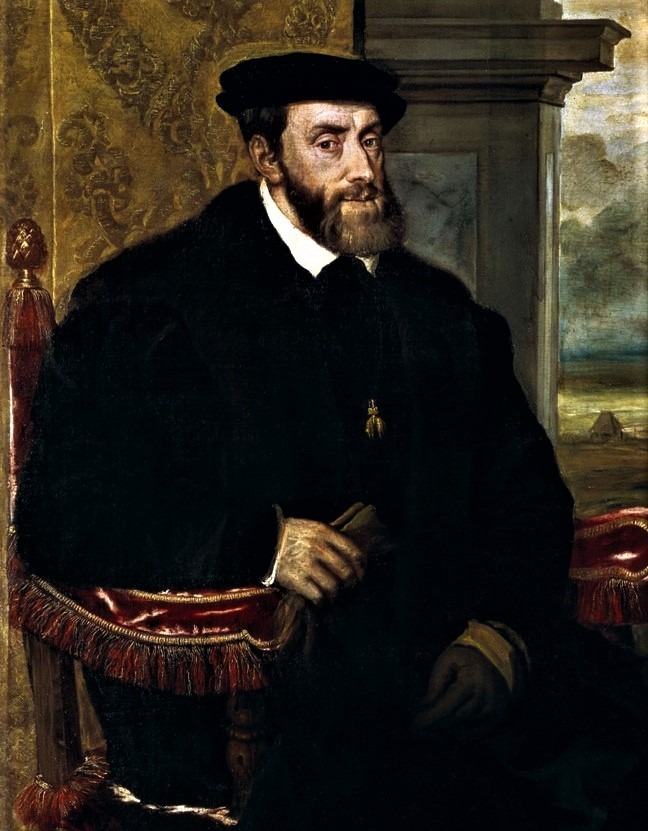
Retrato del rey Carlos I de España y V del Sacro Imperio Romano Germánico.

En 1548, Pedro de Valdivia obtuvo de Pedro de la Gasca, presidente de la Real Audiencia de Lima 

por gobernación y conquista desde Copiapó, que está en 27 grados de altura de la línea equinoccial a la parte del sur, hasta 41 de la dicha parte, procediente norte sur derecho por meridiano, e de ancho entrando en la mar a la tierra hueste leste cien leguas

En 1544 Pedro de Valdivia, ya asentado en Chile, envió dos barcos al estrecho de Magallanes al mando de Juan Bautista Pastene, pero no lograron encontrarlo.
En 1552 Jerónimo de Alderete cruzó desde Chile la cordillera de los Andes por el paso de Mamuil Malal (Neuquén), internándose 30 leguas en una expedición enviada por Valdivia. En 1553, Valdivia envió a explorar por mar a Francisco de Ulloa, quien desembarca en Chiloé, y por tierra a Francisco de Villagrán, quien cruza los Andes por el paso de Tromén.
Valdivia seguía sus expediciones en dirección sur para poder fundar un asentamiento en el lugar, algo que no concretó al encontrarse con los araucanos.
El emperador Carlos I, al confirmar en 1552 el nombramiento de Pedro de Valdivia hecho por de La Gasca, fijó el territorio de la Gobernación de Nueva Extremadura como una franja de 100 leguas de oeste a este desde el Mar del Sur delimitada por los paralelos 27° y 41° de latitud sur (aproximadamente entre Copiapó y Osorno).

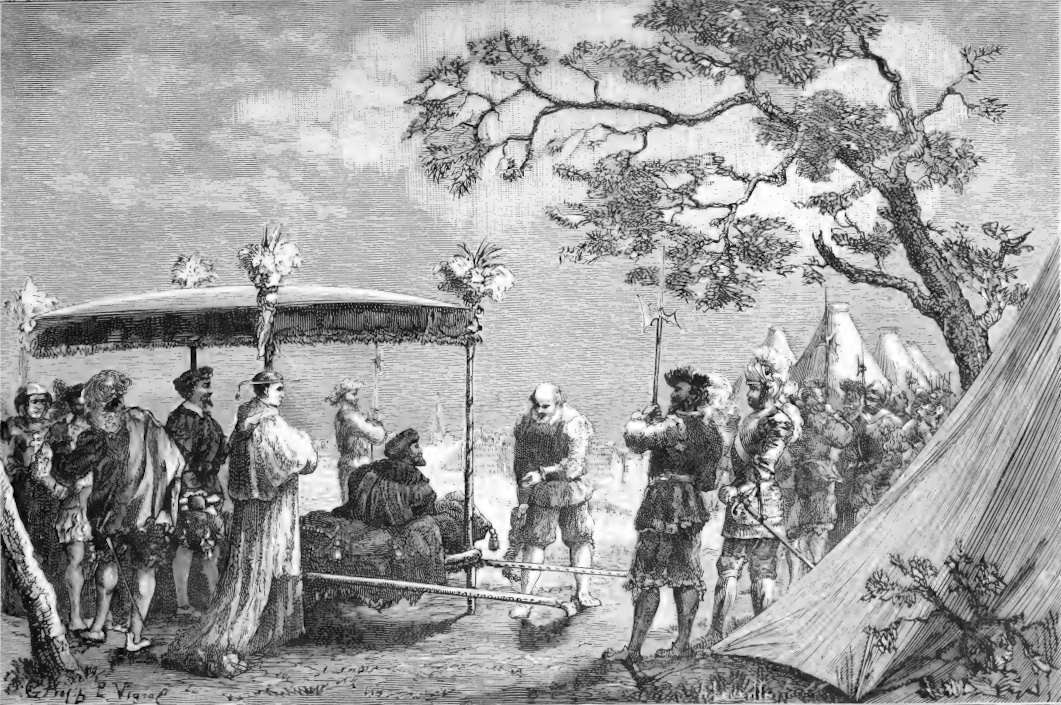
Jerónimo de Alderete ante el emperador Carlos V en Arrás, argumentando en favor de ampliar la gobernación de Chile hasta el estrecho de Magallanes.

A finales de 1554, el rey Carlos I manda una carta al Consejo de Indias expresando:

[...] y en lo que toca a la tierra que está de la otra parte del dicho Estrecho de Magallanes que así mismo havemos dado y concedido en governación al dicho Gerónimo de Alderete le havemos mandado por las causas que se os han escrito que pueda desde la dicha provincia de Chile embiar algunos navíos a tomar noticia e relación de la calidad y utilidad de aquella tierra pues por el presente no ha de pasar en persona ni embiar á conquistarla ni poblarla porque al presente haviendo de atender á lo de Chile, no podría hazerse lo uno y lo otro juntamente

El 15 de diciembre de 1554, el Consejo de Indias responde al rey aconsejando que no es conveniente entrar ni conquistar las tierras de la otra parte del Estrecho:

[...]. Parece que dar facultad su Magestad al presente para que el dicho Gerónimo Alderete ni otra persona alguna pueda entrar ni conquistar ningunas de aquellas tierras comarcanas á Chile ni de la otra parte del Estrecho, no seria cosa conveniente hasta que su Magestad dé orden que se hagan con mas justificación que hasta aquí se han hecho y que su Magestad y la vuestra encargarían mucho sus conciencias, lo qual su Magestad no debe permitir, pues Dios Nuestro Señor siempre le ha hecho é hace grandes beneficios y ampleádole sus estados é señoríos con buenos y justos títulos. [...]. De Valladolid é quince de Diciembre de 1554.

El 29 de mayo de 1555, la princesa Juana de Austria, por medio de una real cédula, nombró gobernador de las tierras hasta el estrecho de Magallanes, sin perjuicio de los límites de otra gobernación, a Jerónimo de Alderete, el cual tras la muerte de Valdivia asumió como gobernador de Chile, pero muere sin llevar adelante su misión. Por otra real cédula de igual fecha, siguiendo el parecer del Consejo de Indias y la cual lleva por dirección "al gobernador de Chile para que, llegado que sea, envíe a tomar razón de la tierra de la otra parte del Estrecho", la princesa dispuso que:

Adelantado don Jerónimo Alderete, nuestro gobernador de la provincia de Chile, ya saveis como os haremos proveído de la dicha governacion hasta el Estrecho de Magallanes y porque nos deseamos saver las tierras y poblaciones que hay de la otra parte del dicho estrecho y entender los secretos que ay en aquella tierra vos mando que dende las dichas provincias de Chile embieis algunos navios á tomar noticia y relación de la calidad de aquella tierra y de la utilidad della y á saver y entender que poblaciones é gentes ay en ella, [...] y entendido el secreto de todo y sabido lo suso dicho nos ominareis relación dello para que vista mandemos proveer en lo que toca á su población lo que viéremos mas conbenir y provereis que se tome posesyon en nuestro nombre de las tierras y provincias que cahen en la demarcación de la Corona de Castilla ponyendo sus cruzes y señales y haziendo los autos nescesarios y trayendoles por testimonio los quales nos embiareis con la dicha relación. Fecha en la villa de Valladolid a 29 dias del mes de Mayo de 1555 años. Firmado: La Princesa.

Otra real cédula de la misma fecha estipuló:

E otro sí tenemos por bien de ampliar y estender la dicha Gobernacion de Chile de cómo la tenia el dicho Pedro de Valdivia otras ciento y setenta leguas poco mas ó ménos que son desde los confines de la Gobernacion que tenia el dicho Pedro de Valdivia hasta el Estrecho de Magallanes, no siendo en perjuicio de los límites de otra Gobernacion.

Como consecuencia de no haber sido nombrado gobernador del otro lado del Estrecho por real cédula, Jerónimo de Aldrete dirige al rey una carta, de fecha 30 de mayo de 1555, en la cual expresa que una de las reales cédulas solamente le ordena que envíe relación de las tierras que hay del otro lado del estrecho y que después de esto se mandará a proveer lo que más convenga. Alderete dice que es inútil que él vaya únicamente para enviar una relación o informe y por esa razón pide que el rey le haga merced de la gobernación del otro lado del estrecho.

[...]. A mi se me da provisión de la governacion de Chile como la tenia el governador Don Pedro Valdivia acrescentada como á el V. Magestad se la avía mandado acrescentar hasta el Estrecho de Magallanes, con cierta orden que se me da para el descubrimiento y pacificación desto acrescentado, y una cédula no para mas de para que pueda embiar á descubrir la tierra de la otra parte del Estrecho y que descubierta embie á V. Magestad la relación, y que entonces se dará la orden y asiento que mas convenga al servicio de Dios y de V. Magestad, y huelgo mucho de que vaya assy por que entiendo la vondad y riqueza de la tierra y sé que aviendo yo servido en ella á V. Magestad y gastando lo que gastaré en descubrirla V. Magestad será servido de mandar hazer la gratificación que acostumbra á sus menores criados y leales vasallos, y sé cierto que en ello no seré agraviado. En esta Real Audiencia está en servicio de V. Magestad el licenciado Alderete mi hermano. Umillmente supplico á V. Magestad sea servido de mandarse acordar de hazerle merced aviendo lugar, pues él é yo no nos ocupamos mas de en servir á V. Magestad; siempre terné muy special cuydado de avisar á V. Magestad de lo que sucediere. [...]. De Valladolid á 30 de mayo 1555. S. C. R. M. Menor cryado y humill vasallo de V. Magestad que sus Reales pies y manos besa. Jerónimo Alderete.

Jerónimo, quien fue nombrado sucesor de Valdivia el 17 de octubre de 1554, falleció mientras volvía a Chile desde España en Panamá debido a la fiebre amarilla. Posteriormente, en una real comisión dictada por el gobernador García Hurtado de Mendoza a Pedro del Castillo, el 20 de noviembre de 1560 señaló:

[...] Por cuanto su Majestad por sus reales Provisiones me encargó la Gobernación de estas dichas Provincias de Chile de Norte a Sur desde el Valle de Copiapó hasta la otra parte del Estrecho de Magallanes, y de este-oeste ciento cincuenta leguas, como se lo dio y señaló por Gobernación al Adelantado Don Jerónimo de Alderete [...].

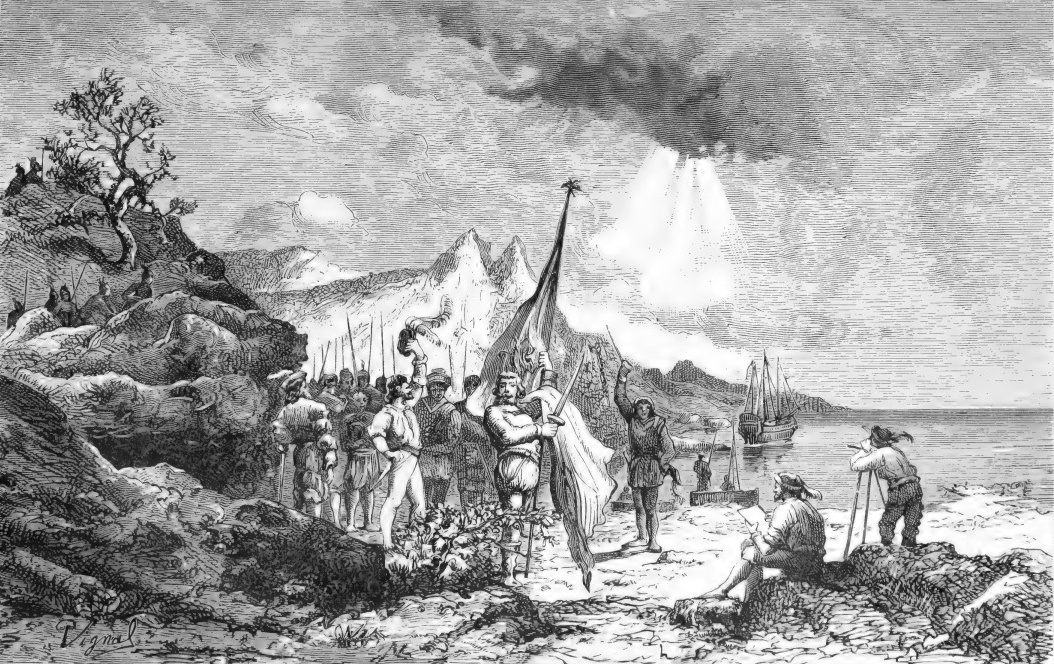
Juan Ladrillero toma posesión del estrecho de Magallanes para la gobernación de Chile y el rey de España en 1558.

En 1557 el gobernador de Chile, García Hurtado de Mendoza, envió a Juan Ladrillero a tomar posesión de ambas riberas del estrecho de Magallanes. a bordo de la San Luis y a Francisco Cortés de Ojea al mando de la San Sebastián, este naufraga y logra regresar llegar a la ciudad de Valdivia en un lanchón en octubre de 1558. Ladrillero es el primero en recorrer el estrecho de Magallanes de oeste a este, explorando también el seno de Reloncaví. Cuando se designa a Francisco de Villagra también se le solicita tomar posesión de las tierras al sur del estrecho en la Real Cédula que lo nombró, pero sin haber sido nombrado gobernador de dichas tierras.
En la real cédula de Bruselas de 1558, el rey da las siguientes instrucciones a Villagra: 

Como veréis por esta nuestra Cédula, la que con esta se os entrega, se os ordena y manda que llegado a aquella tierra enviéis algunos navíos a tomar noticia y relación de la tierra que hay de la otra parte del Estrecho; tenéis cuidado de entender de ello y de avisarnos de la nuevas que trajesen las personas que enviareis a ello

### La gobernación del río de la Plata

Superposición de jurisdicciones de la gobernación del Plata y la gobernación de Chile entre 1570 y 1661 según Manuel Ravest Mora.

El 1 de junio de 1570, el rey Felipe II, por medio de una real cédula, otorga a Juan Ortiz de Zárate una expansión de la gobernación del Río de la Plata, ampliándola hasta el estrecho de Magallanes. Previamente el 10 de julio de 1569 el rey había otorgado la gobernación del Río de la Plata a Juan Ortiz, sucediendo a Pedro de Mendoza, Álvar Núñez Cabeza de Vaca y Domingo Martínez de Irala. La incorporación de los territorios previamente asignados a Jaime Rasquin fue pedido por Juan Ortiz el 27 de abril de 1570 ante el Consejo de Indias y el rey. Previamente a esto sus dominios abarcaban, según la historiografía chilena y parte de la argentina, desde el paralelo 25 sur hasta el 36° sur aproximadamente. Además, anteriormente se le habían otorgado a Jaime Rasquín, más 200 leguas de costa en el Mar del Sur (océano Pacífico), las cuales el rey deja sin efecto. La jurisdicción de 1570 comprendía los territorios de la gobernación del Río de la Plata desde 1534 hasta 1569 en conjunto con la ampliación hasta el estrecho de Magallanes, que antes había otorgado a Jaime Rasquín, y según Manuel Ravest Mora, habiendo una superposición de jurisdicciones con la gobernación de Chile y la provincia del Plata entre el paralelo 48º 05' sur, cerca del Puerto Deseado, hasta el estrecho de Magallanes por el sur y el ambos mares en el oeste y este respectivamente, entre 1661 y 1570, con la expansión de la gobernación de Ortiz de Zarate. La real cédula del 1 de junio de 1570 dispone que:

[...] os hazemos merced de la Governacion del Rio de la Plata así de lo que al presente esta descubierto y poblado como de todo lo demas que de aquí adelante descubrieredes y poblaredes ansí en las Provincias del Paraguay y Parana como en las demás provincias comarcanas por vos y por vuestros capitanes y tenientes que nombraredes y señalaredes así por la costa del Mar del Norte como por la del Sur con el distrito y demarcacion que Su Majestad del Emperador, mi Señor, que aya gloria, le dio y concedio al Gobernador don Pedro de Mendoza y despues del a Alvar Núñez Caveza de Baca y a Domingo de Yrala [...] Y por quanto en trece dias del mes de henero del año pasado de mill y quinientos y cinquenta y ocho Nos mandamos tomar cierto asiento y capitulacion con Jayme Rasquin sobre el descubrimiento y poblacion de las dichas Provincias del Rio de la Plata [...] estar subjetos e debajo de la gobernacion de vos, el dicho capitan Juan Ortiz de Zarate, los dichos pueblos declarados e los demas que oviere en las dichas docientas leguas de tierra que dimos en gobernacion al dicho Jayme Rasquin [...] y de todos los demas pueblos que poblase en dozientas leguas desde el dicho Rio de la Plata hasta el Estrecho de Magallanes derechamente por la costa del Mar del Norte y le dimos titulos y provisiones nuestras de la dicha Governacion, y porque el dicho Jayme Rasquin no cumplio de su parte lo que con el asentamos y capitulamos sobre el dicho descubrimiento y población, por la presente damos por ninguno y de ningun valor y effeto la dicha capitulacion e titulos que en virtud della mandamos dar al dicho Jayme Rasquin para que agora ni de aqui adelante en ningun tiempo no valgan ni pueda tener derecho a la dicha Gobernación, y declaramos estar subjetos e devaxo de la Governacion de vos, el dicho capitan Juan Ortiz de Zarate, los dichos pueblos susso (de suyo) declarados y los demas que oviere en las dichas dozientas leguas de tierra que dimos en Governacion al dicho Jaime Rasquin, y si necesario es de nuevo os hago merced de la Governacion dellos, en los quales vos y despues de vos vuestro sucesor podais tenerla y usar de la jurisdiccion della, según y de la manera que la podeis y deveis hazer en virtud de la dicha Capitulacion y capitulos susso yncorporados que con vos se tomó [...]
Real cédula dirigida a Juan Ortiz de Zárate, 1° de junio de 1570

Según el diplomático e historiador chileno Miguel Luis Amunátegui, la capitulación otorgada en 1570 a Juan Ortiz de Zárate no generó derechos permanentes sobre el litoral patagónico ni sobre el estrecho de Magallanes. El diplomático chileno Carlos Morla Vicuña sostuvo que la concesión había caducado por falta de cumplimiento de la obligación de poblar, al igual que ocurrió con la capitulación anterior otorgada a Jaime Rasquín, que fue rescindida por ese motivo.
No obstante, la nulidad por incumplimiento no operaba automáticamente, ya que las Capitulaciones eran contratos bilaterales que requerían revocación expresa por parte del Rey. En el caso de Rasquín, pese a haber vencido el plazo en 1563, su Capitulación de 1557 seguía vigente en 1570, lo que demuestra que no bastaba el incumplimiento para extinguirla, y tuvo que ser abolida explícitamente por el rey.
Asimismo, Morla argumentó que ni Ortiz de Zárate ni su sucesor Torres de Vera y Aragón fundaron asentamientos en las 200 leguas costeras concedidas hacia el sur del río de la Plata, lo que según él, habría sido condición esencial para ejercer jurisdicción y la capitulación no habría tenido efectos reales sobre el territorio, por lo que interpretó que la real cédula de 1570 no pudo menoscabar los límites tradicionales de la gobernación de Chile hasta el estrecho de Magallanes.
Morla también argumentó que el nombramiento de Rodrigo de Quiroga como gobernador de Chile en 1573, cuatro años después de la capitulación de Ortiz de Zárate, se hizo "en los mismos términos que a Valdivia, Alderete, Hurtado de Mendoza y Villagra", es decir, con jurisdicción hasta el Estrecho, Además, destacó que Martín García Óñez de Loyola, sucesor de Ortiz y luego gobernador de Chile, planificaba una expedición hacia la Patagonia y el Estrecho en su calidad de gobernador chileno, reconociendo así los límites australes de dicha gobernación.

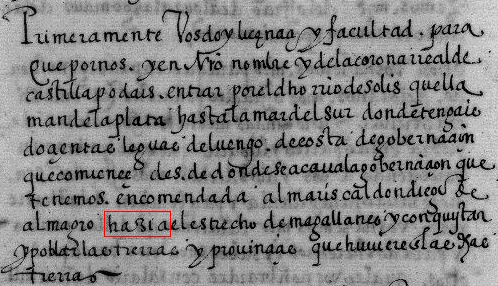
Extracto de la capitulación con Pedro de Mendoza, 21 de mayo de 1534, destacándose la palabra "hazia".

Por su parte el jurista argentino Vicente Quesada, argumentó de que la extensión hasta el estrecho ya habría estado dada a la gobernación del Río de la Plata, sin embargo, Quesada en su transcripción de la capitulación del rey con Pedro de Mendoza de 1534 puso la palabra "hasta el estrecho de Magallanes" en vez de "hacia el estrecho de Magallanes", lo que cambiaba el significado del documento. Las tres cédulas de aquel día hablaban de 200 leguas que iban en dirección sur, "hacia" dicho estrecho, pero sin llegar a él. También Quesada ha sido acusado de omitir la capitulación de Alcazaba, la cual estaba al sur de la de Pedro de Mendoza. La acusación sobre la omisión de la capitulación de Alcazaba es injustificada, por cuanto Quesada se ocupa de ésta en el capítulo 2 y 3 de su obra titulada "Historia colonial argentina".

### La gobernación del Estrecho, Ciudad del Rey Don Felipe y la de Nombre de Jesús
El 11 de febrero de 1584, Pedro Sarmiento de Gamboa, quien había sido nombrado por el rey Felipe II como Gobernador del Estrecho de la Madre de Dios, Capitán General del mismo y de lo que poblare, estableció en el cabo Vírgenes (del actual territorio argentino, casi en el límite con Chile), la población de Nombre de Jesús y posteriormente, el 25 de mayo de 1584 fundó la Ciudad del Rey Don Felipe en la bahía San Blas del estrecho de Magallanes (en actual territorio chileno), pereciendo de inanición sus habitantes. La capitulación de Pedro Sarmiento de Gamboa, al contrario de las otorgadas sobre territorio magallánico a los titulares de la gobernación de Chile, correspondía a un nobramiento subconditione, estando por tanto supeditada a la existencia y permanencia en el tiempo de las eventuales fundaciones que realizaré, por lo que al fracasar su empresa se volvió al estado anterior a 1581 en lo relativo a la jurisdicción de tales dominios.

### Evolución limítrofe y preocupación por el poblamiento la zona
En 1573 el rey Felipe II disuelve la Real Audiencia de Concepción, restaurando al Rodrigo de Quiroga como gobernador de Chile mediante la Real Cédula de San Lorenzo el Real del 5 de agosto en esta cédula se habla sobre el territorio en los siguientes términos:

...tengáis la Gobernación y Capitanía general de las dichas provincias de Chile según e de la manera que lo tenían don García Hurtado de Mendoza y el adelantado Francisco de Villagra y los demás nuestros gobernadores que han sido de las dichas provincias [...] tenemos por bien de ampliar y extender la dicha Gobernación de Chile de como la tenía Pedro de Valdivia otras ciento setenta leguas, más o menos, que son desde los confines de la Gobernación que tenía dicho Pedro de Valdivia hasta el Estrecho de Magallanes

En 1680 el rey Carlos II ordenaba promulgar la Recopilación de las Leyes de los Reinos de Indias, hecha para armonizar y ordenar las leyes de la Monarquía, en la cual en su Ley 12 disponía que la Audiencia de Chile tuviese: 

[...] la que tenga por distrito todo el dicho Reyno de Chile, con las ciudades, villas, lugares y tierras que se incluyen en el gobierno de aquellas provincias, asi lo que ahora está pacifico y poblado, como lo que se redujere, poblare y pacificare dentro y fuera del estrecho de Magallanes y la tierra adentro hasta la provincia de Cuyo inclusive
Recopilación de Leyes de Indias, 1680 

Con respecto a la Real Audiencia de Charcas, su jurisdicción incluía la Patagonia cuando se agregó la Gobernación de Buenos Aires a dicha Audiencia mediante Real Cédula, de fecha 1° de octubre de 1566. Por esta razón, la Recopilación de las Leyes de los Reinos de las Indias establece que dicha Audiencia limita por el Levante (el este) y Poniente (el oeste) con los dos mares del Norte (Atlántico) y del Sur (Pacífico) (Libro 2, Título 15, Ley 9), es decir, los mares del Norte y del Sur cerraban la extremidad austral de la Gobernación de Buenos Aires, conforme a las Reales Cédulas, de fechas 21 de mayo de 1534 (otorgada a Pedro de Mendoza), 15 de abril de 1540 (otorgada a Álvar Núñez Cabeza de Vaca), 4 de octubre de 1552 (otorgada a Domingo de Irala) y 1° de junio de 1570 (otorgada a Juan Ortiz de Zárate) y en el distrito de la Audiencia de Charcas estaba incluida esa extremidad austral por ambos mares. Cabe recordar que, en 1680 (año en que se sanciona la Recopilación de Leyes de los Reinos de las Indias), la Audiencia de Charcas no tenía costa del mar del Sur (Pacífico) entre la Audiencia de Santiago de Chile y la de Lima, porque los términos de estas dos audiencias se tocaban por esa parte, dejando tierra adentro los límites de la Audiencia de Charcas y, por tal motivo, la única costa del mar del Sur (Pacífico) de la Audiencia de Charcas era la costa patagónica.
La real cédula de 1680, afirma que no tienen ningún valor legal las leyes que sean diferentes o contrarias a las leyes de la recopilación, pero es la real cédula del 1 de noviembre de 1681 la que autoriza la publicación de la recopilación.
En 1669 una real cédula ordenó al gobernador de Buenos Aires tomar medidas sobre los indígenas, mencionando los distintos lugares en donde se encontraban estos: que en los términos de aquella jurisdicción por la parte del sud, i confines de la cordillera e Chile, i provincia de Tucumán, habían sido siempre habitados de un numeroso jentío de indios serranos i pampas bárbaros en el modo de vivir.
El 21 de mayo de 1684 el rey volvió a pedir medidas contra los indígenas al gobernador de Buenos Aires expresando que en 1673 Nicolás Mascardi dio vuelta a la cordillera nevada, que divide aquel reino de esas provincias, i la de Tucuman.
En 1744 el Oficial Real de Santiago siguiendo órdenes del Consejo de Indias realizó una descripción del reino que detalló las Tierras Magallánicas o Chile Exterior dentro de su jurisdicción:

Se gradúa y cuenta todo este Reyno de Chile al presente desde el Cabo de Hornos que está en la altura de 56° hasta el Cerro de San Benito en la altura de 24° Sur á Norte “ en que está el despoblado que llaman del Perú [...] Incluye  toda  la  Pampa  hasta  el  Mar  del Norte rematando en la Bahía sin Fondo o junto al Río de los Leones a los 44° de latitud, y declinando de este paraje para el Estrecho de Magallanes hasta el Cabo de Hornos por la playa del mapa que incluye esta relación hasta los 56° de latitud en que esta comprende, según ella y la cuenta que se ha hecho (1390) mil trescientas noventa leguas de circunferencia por todo el Reyno, que son las demarcaciones más puntuales, señas y deslindes más seguros que hemos podido adquirir, por personas prácticas avecindadas y la fé en cuyo conocimiento están sus moradores por razón de deslinde de Reyno, Provincias y sus tierras con quienes se comparten
Oficial Real de Santiago, 1744

El límite descrito podría corresponder con la extensión de cien leguas de ancho este-oeste que fue dada a la gobernación de Nueva Extremadura y provincias de Chile en el siglo XVI. Con cálculos hechos con datos proporcionados por geógrafos y pilotos de la época de la conquista, da que la legua española es de más de 6 km actuales. Con el cálculo de las cien leguas desde el la costa del océano Pacífico da que aproximadamente el límite llega al meridiano 65 oeste, en el golfo de San Matías, actual puerto de San Antonio Oeste. Sin embargo otros cálculos de las cien leguas españolas de 17,5 al grado (1 legua de 17,5 al grado = 6,3505 kilómetros) desde la costa del océano Pacífico y a 41 grados de latitud sur (límite meridional del Reino de Chile fijado por el Virrey del Perú, Pedro de la Gasca), el límite oriental llega hasta los 66° 22' 56.93" de longitud oeste, a 102 kilómetros de la costa del Golfo San Matías.
En 1748, un libro publicado tras una expedición solicitada por el rey a América detalla: 

Ocupa el dilatado Reino de Chile aquella parte de la América meridional que desde los extremos del Perú corre hacia el polo austral hasta el estrecho de Magallanes... haciendo división entre ambos reinos, según queda dicho en otra parte, el despoblado de Atacama...
Relación Histórica del viaje a la América Meridional hecho de orden de Su Majestad, 1748, Jorge Juan y Antonio de Ulloa

El 26 de abril de 1761, el gobernador de Chile y próximo virrey del Perú, Manuel de Amat y Junyent, envió al Consejo de Indias y la Corte un informe llamado Historia geográfica e hidrográfica del Reino de Chile en donde se incluía la Patagonia con una descripción explícita de la costa atlántica como parte de su jurisdicción, así como también un plano de diez pliegos con todo el extremo sur del continente, inclusive el Estrecho de Magallanes, Tierra del Fuego y las islas Malvinas. Los historiadores no se han puesto de acuerdo sobre si el mapa fue aprobado por el Consejo de Indias, existiendo sólo una nota de agradecimiento y acuse de recibo del 16 de noviembre de 1761, Morla Vicuña dijo al respecto: «Esta descripción geográfica, y la carta que le corresponde, bajo cualquier punto de vista se las considere, son, pues, documentos oficiales. Existen originales en el archivo de Indias, en Sevilla y en Madrid, en la biblioteca que fue del Palacio, hoy del Congreso, sala 2». Según Vicente G. Quesada, el Rey, en vez de pasar la obra de Amat como antecedente al Consejo de Indias, la reservó entre la colección de los manuscritos de la Biblioteca del Palacio Real en Madrid.

Origen del río San Jorge, que corre en la parte Este de la Sierra Nevada; Cabo San Jorge, en la costa oriental; Cabo Blanco, en la costa oriental; Cabo San Julián, en la costa oriental; Bahía San Julián; Embocadura del río Santa Cruz; Islas Sebaldas descubiertas por Sebaldo de Weert en 1699; Embocadura del río Gallegos; Bocas del Estrecho, puerto del Hambre, Bahía del Buen Suceso, Bahía de la Posesión, Estrecho Le Maire, Tierra del Fuego, Cabo de Hornos.
Historia geográfica e hidrográfica del Reino de Chile, 1761

 Desde el siglo XVII hubo presencia de misioneros católicos en la zona del lago Nahuelhuapi, considerada parte de las tierras magallánicas.
En el informe, de fecha 2 de septiembre de 1767, enviado a la Corte de España, que preveía la creación del Virreinato del Río de la Plata, Ambrosio O’Higgins dijo que:

"El Reyno de Chile empieza por la parte del Norte en la Garganta del Perú, a los 25 grados de latitud Austral, extendiéndose hasta la Isla de Chiloé en los 42, teniendo por el Huest el Mar del Sur, y al Oriente las Cordilleras Nevadas, corriendo éstas igualmente quasi con la Costa del Mar Nordest, y Sursudhuest desde las tierras Magellánicas hasta el Perú, formando entre los dos esta Provincia, o Reyno de Chile en figura de tabla, su largo 340 leguas por el Mapa, y su ancho es irregular, siendo en algunas partes de 35 a 40 leguas, y en otras hasta 45 y aun 50 mas o menos. […]".
Ambrosio O’Higgins, 2 de septiembre de 1767.

En 1768 el capitán general de Chile Ambrosio O'Higgins, elevó una carta dirigida al Consejo de Indias solicitando con urgencia que se le autorizase el poder fundar asentamientos en la costa patagónica atlántica para poder tomar posesión de la zona y evitar que naciones extranjeras como Gran Bretaña se adelantasen, textualmente «atendiendo a la defensa interior del Reino».
El año siguiente la carta fue presentada en una reunión extraordinaria del Consejo de Indias en Madrid en la que el fiscal general expresó: 

Don Ambrosio O'Higgins remite una presentación, su fecha en Santiago de Chile a 7 de julio de 1769, acompañada de unos apuntamientos sobre el estado actual de aquel Reino, misiones y poblaciones de la frontera, con reflexiones sobre la posibilidad y precisión de extenderlas tanto por la Costa Oriental y Occidental del Cabo de Hornos y Tierras Magallánicas, como también por las Pampas de Buenos Aires"
Consejo de Indias, 1769

 En 1774, el jesuita inglés Tomás Falkner publicó su libro "Descripción de Patagonia y de las partes adyacentes de la América meridional" que causó preocupación en la corte española, por párrafos como el siguiente:

No me propongo dar la descripción del reino de Chile por haberlo hecho ya Ovalle, sino sólo la de aquellas partes que he visto y que son menos conocidas en Europa [...] Si alguna nación intentara poblar este país podría ocasionar un perpetuo sobresalto a los españoles, por razón de que desde aquí se enviarían navíos a la mar del sur, para destruir en él todos sus puertos, antes que tal cosa o intención se supiera en España, ni aun en Buenos Aires. Fuera de que se podría descubrir un camino más corto para navegar este río, con barcos hasta Valdivia: podríanse reunir también tropas de indios moradores de sus orillas, y los más valientes de estas tribus, que se alistarían con la esperanza del pillaje; de manera que sería muy fácil el rendir la guarnición importante de Valdivia, y allanar el paso a la ocupación de Valparaíso, por las que se aseguraría la conquista del reino de Chile.
Tomás Falkner, 1774

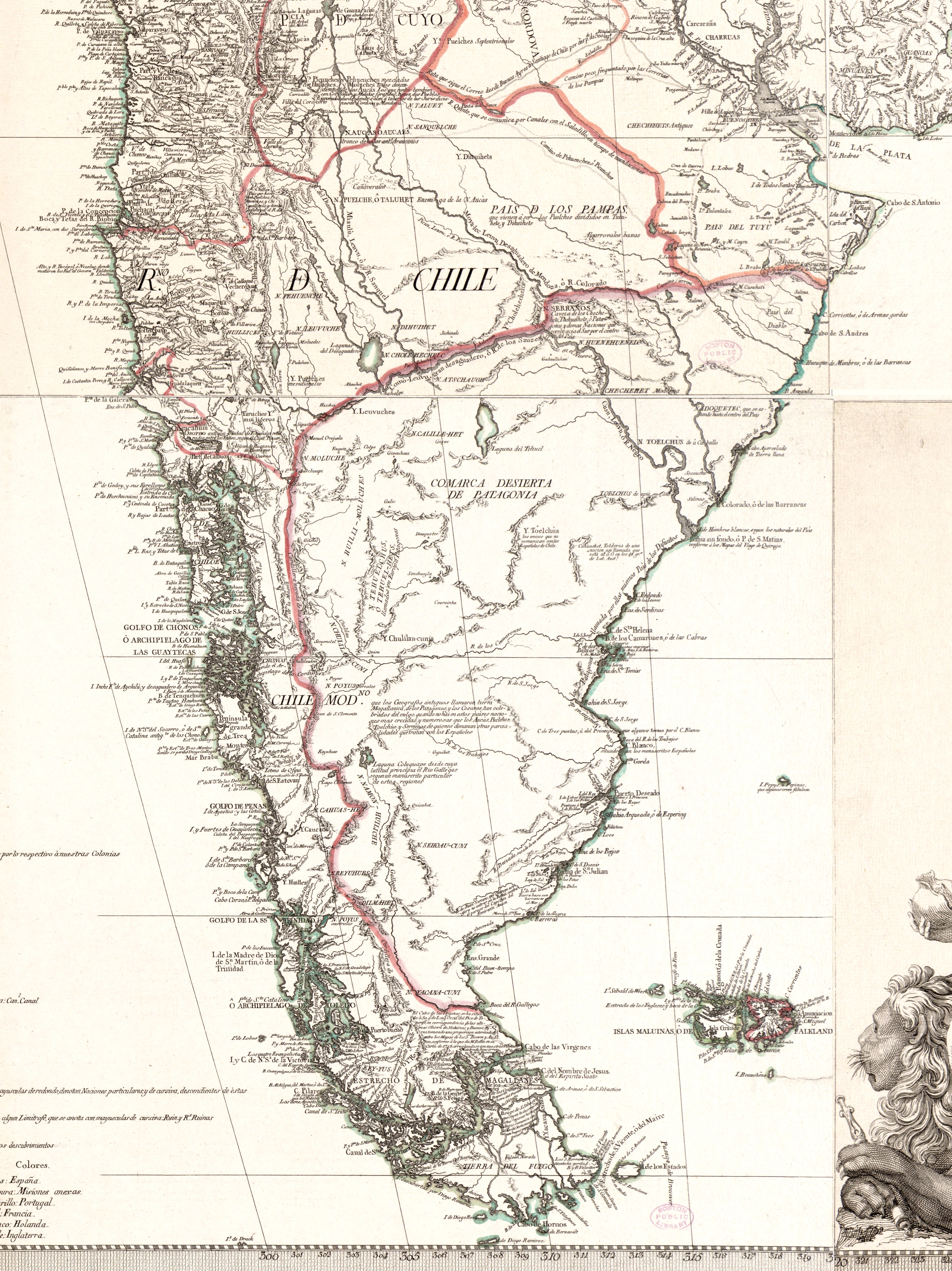
La Comarca Desierta de Patagonia según Juan de la Cruz Cano y Olmedilla, 1775.

En 1775 el español Juan de la Cruz Cano y Olmedilla crea un mapa de Sudamérica de carácter oficial. Pero en 1776, con la creación del Virreinato del Río de la Plata, se transfiere la provincia de Cuyo (en específico los territorios de las ciudades de Mendoza y San Juan) desde la Capitanía General de Chile. 
En el mapa se explicita el término "Chile Moderno" en la cordillera, además de apreciarse el nombre "Reino de Chile" inclusive en la parte oriental de los Andes. La Comarca desierta de la Patagonia limitaba con los dominios de Buenos Aires en el cabo Corrientes, un poco más al norte de la actual ciudad de Mar del Plata. Se describe que "Chile Moderno" hace referencia a "que los Geografos antiguos llamaron tierra Magallanica, de los Patagones y los Cesares tan celebrados del vulgo, quando no hai en estos paises naciones mas crecidas y numerosas que los Aucas Puelches Toelchus y Serranos de quienes dimanan otras parcialidades que tratan con los Españoles" haciendo referencia a la equivalencia del término con el de Tierra Magalánica como en otros mapas de antiguos. El 7 de abril de 1776 mediante una real orden el rey dispone que se le de a Cano y Olmedilla una gratificación en dinero "en atención a la diligencia y acierto con que ha compuesto y grabado el Mapa de América
Meridional".
Charles Athanase Walckenaer, naturalista y traductor de francés de los “Viajes por la América del Sur de don Félix de Azara”, expresó que la carta de la América Meridional de Juan de la Cruz Cano y Olmedilla “[…] presenta notables mejoras en la geografía del Paraguay y de Buenos Aires; pero está aún plagada de errores groseros, y dista de proporcionar un diseño exacto de aquellos países”.
Según la historiografía chilena, el mapa de Cano y Olmedilla habría sido tenido en cuenta por el rey al momento de crear el virreinato del Río de la Plata, no tanto así por las autoridades coloniales, ya que por Oficio, de fecha 3 de diciembre de 1781, el presidente y gobernador de Chile, Ambrosio de Benavídez, se dirigió al Virrey del Río de la Plata, Juan José de Vértiz, diciendo:

"Muy señor mío: Doy a V. E. las debidas gracias por la del 6 próximo pasado y documento incluso que se sirve dirigirme, relativo a las noticias que se han podido adquirir sobre establecimientos de naciones extranjeras en la Patagonia, jurisdicción de ese Virreinato, cuya averiguación solicité por oficio de 6 de marzo último, mandase hacer V. E. a fin de que sirviese para el efecto de las órdenes de S. M. con que se halla esta Presidencia acerca de sus descubrimientos en las alturas de este Reino. Nuestro Señor guarde a V. E. muchos años. Santiago, 3 de diciembre de 1781".
Ambrosio de Benavídez, Presidente y Gobernador de Chile, 3 de diciembre de 1781.

El mencionado mapa tampoco fue tenido en cuenta cuando se creó la Intendencia de Chiloé por Real Título, del 19 de mayo de 1784, designándose a Francisco Hurtado como Gobernador Intendente. Hurtado confeccionó un mapa para el “Padrón General de la Provincia de Chiloé”. En el mapa, el gobernador Hurtado fijó como límites “al Norte el Río Bueno, al Sur el Cabo de Hornos, al Este la Cordillera de los Andes y toda la Tierra Firme e islas comprendidas entre estos tres rumbos, contiguas a la costa”. Hurtado confeccionó este mapa de acuerdo con las instrucciones, del 20 de mayo de 1784, que el ministro Universal de Indias, José de Gálvez, le dio sobre el particular.
Y según la historiografía argentina, no habría sido tenido en cuenta por Ambrosio O'Higgins, gobernador y capitán general de Chile, en oficio de fecha 1° de julio de 1789, dirigido al Virrey de Buenos Aires, cuando dijo:

"Comunico a V. E. esta noticia principalmente para su debida inteligencia y lo que pueda conducir para las providencias que se hayan tomado con ocasión de las de igual naturaleza ocurridas por la Patagonia y demás costas del Norte (Océano Atlántico) de la jurisdicción de V. E. (del Virrey), […]".
Ambrosio O’Higgins, Gobernador y Capitán General de Chile, 1° de julio de 1789.

El 23 de febrero de 1802 mediante una Real Orden se autoriza el reparto de ejemplares del mapa en los ministerios y el consejo de Indias.

## Superintendencia de los Establecimientos Patagónicos virreinales

### Real orden de poblamiento de la Patagonia oriental

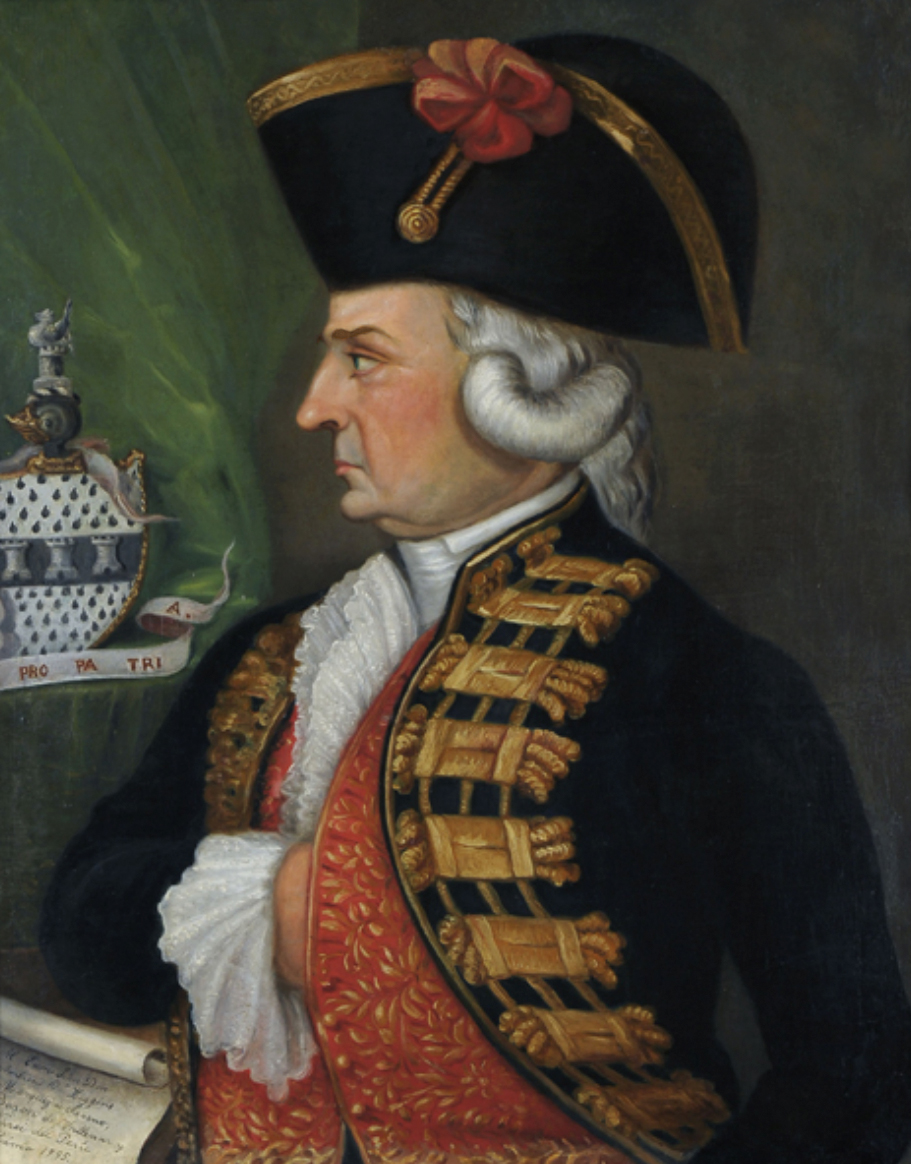
El rey acata las recomendaciones del Gobernador del Reino de Chile y posterior Virrey del Perú, Ambrosio O'Higgins de poblar la Patagonia Oriental ante la amenaza de otras naciones europeas de aprovechar la ausencia del Imperio español en la zona.

Las recomendaciones de Ambrosio O'Higgins sobre la fundación de establecimientos en la Patagonia atlántica fueron escuchadas y puestas en práctica por el rey Carlos III de España. El Conde de Floridablanca, ministro de Indias del rey, propuso fundar dos poblaciones y dos fuertes subordinados a ellas en la costa atlántica patagónica, una población en la bahía Sin Fondo (lugar en donde se suponía que desembocaba el río Negro en la punta del golfo San Matías) y otra en la bahía San Julián. De la primera dependería un fuerte en la desembocadura del río Colorado y de la segunda un fuerte en la desembocadura del río Deseado. Los establecimientos serían poblados por colonos procedentes de Galicia, Asturias y región de León. 
Para detener la amenaza británica en este periodo el rey encargó a los virreyes de Buenos Aires, a partir de 1778, la fundación cuatro establecimientos: Carmen de Patagones, en 1779, Fuerte de San José de la Candelaria (Península de Valdés), Puerto Deseado y la colonia de Floridablanca (1780) en la bahía de San Julián y, según la historiografía chilena, disponiendo que los mismos dependieran accidentalmente del virreinato por temas de proximidad, sin que esto alterara la jurisdicción política del litoral patagónico atlántico. Lo que, según Mateo Martinic, estaría explicitado como parte del reino de Chile en las Instrucciones del 8 de junio de 1778 firmada por el ministro Gálvez. Según la historiografía argentina, los establecimientos dependían permanentemente del Virreinato por estar dentro de su jurisdicción.
En las instrucciones para establecer fuertes y poblaciones en la costa que corre desde el Río de la Plata hasta el Estrecho de Magallanes, que llevan por título “Apuntes y advertencias para las instrucciones que se deben formar en Buenos Aires por el Virrey de aquellas provincias con acuerdo del Intendente de Ejército y Real Hacienda de ellas, a los sujetos destinados por Su Majestad para establecer poblaciones y fuertes provisionales en la Bahía Sin fondo, la de San Julián, u otros parajes de la costa oriental llamada Patagonia que corre desde el Río de la Plata hasta el Estrecho de Magallanes”, del 8 de junio de 1778, firmada por el ministro Universal de Indias, José de Gálvez y que acompañaban a la Real Orden del 24 de marzo de 1778, se expresa que:

[...] Son dos los parajes principales a que debemos dirigir la atención, para ocuparlos desde luego con algunos establecimientos que sucesivamente se vayan perfeccionando, y que sirvan de escalas para otros. El primero es la Bahía Sin Fondo, o Punta de San Matías, en que desagua el Río Negro, que se interna por cerca de trescientas leguas al reino de Chile, y esta circunstancia hace más precisa su ocupación, y que se erija allí un fuerte provisional. Y el segundo, la Bahía de San Julián, u otro paraje de los situados más al sud, y con mayor inmediación al Estrecho de Magallanes, si aquella bahía no ofrece proporciones, como aseguran algunos, que dicen haberla reconocido: para que en ella, o en su inmediato terreno, se establezca una población capaz de subsistir por sí misma a beneficio del tiempo, y de servir de escala o apoyo para otras más avanzadas que se deben erigir después. [...] Para que se efectúen los dos establecimientos con la posible brevedad, y se aseguren sus progresos en lo venidero, [...] el Gobierno de Buenos Aires deberá nombrar las demás personas que se necesitan al intento, y proveer de embarcaciones pequeñas en que puedan hacerse los reconocimientos que son indispensables, a fin de escoger los sitios más a propósito para la erección de poblaciones. [...]; y se tomarán en Buenos Aires las medidas correspondientes para socorrer los nuevos establecimientos en tiempos oportunos, y evitar que se malogren por falta de subsistencia. [...] Formado así el establecimiento, se dará aviso al Virrey para que disponga el envió de algunas familias, con los víveres y útiles precisos a su subsistencia y ocupación; cuidando que los nuevos pobladores sean casados y de buenas inclinaciones, y que con ellos se destinen sacerdotes que les administren los sacramentos, profesores de medicina o cirugía para su curación, y los precisos artesanos con las herramientas respectivas a cada oficio, y listas individuales de todos los utensilios. [...] que el Comisionado de Bahía Sin Fondo hará practicar los más exactos reconocimientos del país inmediato, y procurando sacar de ellos todo el provecho posible para la solidez y aumento de aquel establecimiento, extendiendo sus exploraciones a los terrenos internos, procurará dirigirlas por mar, como a primer objeto, hacia la boca del Río Colorado, a las Barrancas, que se interna también hacia el Reino de Chile, y se halla situado como a veinte leguas al Norte del Río Negro, que forma el puerto de la Bahía Sin Fondo. [...] Y el Comisionado de San Julián, o de otro paraje donde se verifique este segundo establecimiento, cuidará también de hacer reconocimientos en el país interno, y en la costa que corre hasta el Estrecho de Magallanes, informando con individualidad de los parajes adonde conceptúe que se deben erigir nuevas poblaciones en lo venidero, para evitar que, ocupados por otra nación, se aventure la seguridad de aquellos dominios, y nuestra libre navegación en sus manos. Las noticias circunstanciadas que vayan comunicando los Comisionados y Comandantes de la Bahía Sin Fondo y de San Julián, de sus fuertes subalternos, al Gobierno de Buenos Aires, prestarán luces y conocimientos para tomar en lo sucesivo las medidas convenientes, a fin de conseguir la idea que Su Majestad se ha propuesto, de asegurar la pura posesión de aquellos dominios, y de precaver los designios peligrosos del Ministerio Británico, [...]. Y respecto de que las demás prevenciones que deban hacerse a los Comisionados, se dictarán con mayor conocimiento y acierto por el Virrey de Buenos Aires, cuya pericia militar y celo auxiliados por la actividad del Intendente de aquellas Provincias, proporcionarán cuanto necesite esta importante expedición, deja el Rey al cuidado de aquellos Jefes que tomen todas las medidas que regularen precisas al completo logro de ella, fiando del verdadero amor que profesan a su real servicio, y de las grandes obligaciones en que les constituyen sus empleos, que no perdonarán diligencia, trabajo, ni fatiga que pueda facilitar el buen éxito que Su Majestad desea. Firmado: José de Gálvez.
Aranjuez, 8 de junio de 1778

El Ministro de Relaciones Exteriores de Chile, Adolfo Ibáñez, en su nota del 28 de enero de 1874, dirigida al Ministro Plenipotenciario de la República Argentina en Chile, Félix Frías, manifestó que el territorio por donde corren los ríos mencionados en los apuntes y advertencias del Ministro José de Gálvez era chileno. El Ministro Félix Frías, en su nota del 17 de febrero de 1874, en respuesta dirigida al Ministro Adolfo Ibáñez, dijo sobre el Río Negro y Río Colorado que:

Así, pues, Señor Ministro, la frase relativa a los ríos que se internan en el Reino de Chile, significa evidentemente que pasan al lado occidental de la cordillera, en el que uno y otro, según Falkner, tenían su origen. De manera que el ministro español, lejos de afirmar que esos ríos fueran chilenos, que fuera chileno el territorio que recorrían, lo que indicaba es que atravesaban los Andes, línea divisoria de las dos colonias. [...] La acepción misma del verbo internarse muestra el error en que ha caído V. E.; pues aplicada al curso de los ríos significa esa palabra pasar de un territorio a otro. Así cuando se dice que un río se interna en un bosque o en una montaña, no se quiere expresar que sólo recorre el bosque o la montaña, sino que viene de otra parte. Si, pues, los ríos Negro y Colorado, se internaban en el Reino de Chile, claro es que venían de otra parte, de otro territorio que no era el de Chile: es decir, del argentino.

En cumplimiento de la Real Orden, del 24 de marzo de 1778, y de las Instrucciones dadas por el ministro José de Gálvez, del 8 de junio de 1778, se llevó a cabo la toma de posesión del Puerto de San Julián, cuya acta dice:

"En la costa de la América Meridional del Sur llamada Patagonia, a primero de abril del año de mil setecientos ochenta; Yo, don Juan Vicente Falcón, contador y tesorero interino de los nuevos establecimientos de esta costa, por disposición del Excmo. Señor Virrey de las Provincias del Río de la Plata, a cuya jurisdicción pertenece; certifico, y doy fe que ante mí y testigos infrascriptos se desembarcó en el puerto que se nombra de San Julián y está a los cuarenta y nueve grados veinte minutos latitud Sur. […]".
Quesada, Vicente Gregorio. La Patagonia y las tierras australes del continente americano, 1875, págs. 134–141.

De la misma forma se expresan las actas de toma de posesión de Puerto Santa Elena, Puerto San Gregorio y Puerto Deseado.
Con el objetivo de dirigir los nuevos asentamientos y de no alterar esta jurisdicción, el soberano creó un nuevo empleo, el de Comisario-Superintendente, por lo que estas colonias formaron la "Superintendencia de los Establecimientos Patagónicos", reservándose para sí mismo la facultad de nombrarlos y no a los virreyes, siendo posteriormente abandonadas las dos últimas, pero con la obligación del virrey de Buenos Aires de reconocerlas anualmente, subsistiendo el Fuerte de San José hasta el 7 de agosto de 1810, fecha en que fue destruido por los tehuelches y Carmen de Patagones sin interrupciones hasta la actualidad.
En el Título de Comisario Superintendente de la Bahía Sin Fondo y de San Julián a favor de Juan de la Piedra, mediante Real Cédula del 14 de mayo de 1778, el Rey expresamente dice que:

[...]. Con el importante fin de hacer la pesca de la ballena en la costa de la América Meridional, impedir que otras naciones consigan este beneficio y así mismo que quede resguardada de cualquier tentativa que en lo sucesivo pueda intentarse contra el dominio que me pertenece de aquellos países; he tenido por conveniente se establezcan en las Bahías Sin Fondo y de San Julián, comprendidas en la referida costa del nuevo Virreinato de Buenos Aires, y en los demás parajes que en lo sucesivo sean adaptables y se determinen, […]. En su consecuencia, […] concurriendo estas circunstancias en vos Don Juan de la Piedra, Ministro que habéis sido de mi Real Hacienda en las Islas Malvinas, he venido en elegiros para que desempeñéis este encargo, con el carácter y denominación de Comisario Superintendente de las citadas nuevas poblaciones y establecimientos, […]. Y así mando al Virrey Gobernador y Capitán General del nuevo Virreinato de Buenos Aires e igualmente al Intendente de Ejército y Real Hacienda que recibiendo de vos aquel, el juramento en la forma acostumbrada os hagan reconocer ambos superiores por tal Comisario Superintendente de las mencionadas poblaciones, […]. Y de este título firmado de mi Real mano, sellado con mi sello secreto y refrendado de mi Secretario de Estado y del Despacho Universal de Indias se tomará razón en los oficios de mi Real Hacienda de Buenos Aires a que corresponda. Dado en Aranjuez, a catorce de Mayo de mil setecientos y setenta y ocho. YO, EL REY. Refrendado: José de Gálvez. Título de Comisario Superintendente de las nuevas poblaciones de Bahía Sin Fondo y de San Julián en la Costa de la América Meridional para Don Juan de la Piedra.

Cúmplase lo que Su Majestad manda. Buenos Aires, 5 de Octubre de 1778. Firmado: Juan José de Vértiz.

Como surgen de los títulos de Comisario Superintendente de los establecimientos patagónicos, dichos Comisarios tenían como autoridades superiores al Virrey del Río de la Plata y al Intendente de Ejército y Real Hacienda, de quienes dependían. Después, mediante Real Cédula, de fecha 5 de agosto de 1783, se modifica la Ordenanza de Intendentes de 1782 y se elimina el dualismo de los dos jefes superiores (Virrey y Superintendente General de Hacienda) y, en lo sucesivo, solamente hubo un jefe superior (el Virrey), en cuya persona se reconcentraba el gobierno, tal como lo había ejercido el Virrey Pedro de Cevallos. Los dos jefes superiores solo duraron el tiempo en que Juan José de Vértiz fue Virrey y Manuel Ignacio Fernández, Superintendente; pero al nombrarse a Francisco de Paula Sanz, como Intendente General de la Provincia de Buenos Aires, ya queda éste como subordinado al Virrey, porque se estableció que sólo hubiera un jefe superior.
El primer contingente de 22 colonos partió de España en octubre del citado año, rumbo a Montevideo. En diciembre se embarcaron 122 colonos más.
La expedición fundadora partió de Montevideo el 15 de diciembre de 1778 con cuatro barcos (una fragata, un paquebote, una sumaca y un bergantín) con 232 personas (100 soldados), al mando de Juan de la Piedra, a quien el virrey rioplatense Juan José de Vértiz y Salcedo proveyó de precisas instrucciones. Finalmente, la sumaca Madre de Dios permaneció en Montevideo sin participar de la expedición. Fueron comisionados para fundar primero un fuerte en la bahía Sin Fondo y luego otro en un lugar que podía ser la bahía San Julián, el estuario del río Santa Cruz o el estuario del río Gallegos.
De la Piedra llevaba como parte de las instrucciones dadas por el virrey Vértiz el 3 de noviembre de 1778, lo siguiente:

Conforme al espíritu y contento de distintas Reales Ordenes y advertencias del particular, que por ahora e ínterin se adquiere mayor conocimiento deberá observar el Comisionado por S. M. para establecer poblaciones y fuertes provisionales en la Bahía Sin Fondo, la de San Julian ú otros parajes de la costa oriental llamada Patagonia que corre desde el río de la Plata hasta el estrecho de Magallanes.

Como verificado así este primer establecimiento de la Bahía sin fondo, deba quedar allí el segundo Comisionado con uno de los Contadores, y D. Juan de la Piedra seguir con el resto de la expedición, si la estación lo permitiere, al reconocimiento de la de San Julian ó de otro paraje más abanzado hacia el Estrecho de Magallanes, no haviendo llegado hasta ahora este segundo comisionado, deberá el mismo D. Juan de la Piedra dexar nombrado interinamente al que, segun hubiese observado, contemple más á propósito para desempeñar todos los fines y particularidades de este encargo, y del que fuese me dará así mismo noticia.

### Origen del fuerte San José en la península de Valdés
El 6 de enero de 1779 se hallaban frente a la bahía Sin Fondo, pero una corriente marina llevó los barcos hacia la península de Valdés (actual Chubut). El 7 de enero del mismo año, desembarcaron en una bahía a la que denominaron San José, en donde Juan de la Piedra tomó posesión del territorio en nombre del rey, escribiendo en su diario de viaje que el puerto de la bahía: "no está señalado en ningún plano".
Establecieron allí un campamento, el Fuerte y Puerto de San José de la Candelaria, que posteriormente trasladaron a 3 leguas para asegurar las fuentes de agua dulce descubiertas el 31 de enero por el explorador español Basilio Villarino, por lo que se erigió el «Puesto de la Fuente» o «Destacamento de Villarino» cerca de los manantiales homónimos, en el extremo occidental de la salina Grande ubicado junto a la salina Chica en el centro peninsular y a unos 30 km del fuerte citado. A lo largo de los años, la población estaba compuesta por personal militar, presidiarios, capellanes, funcionarios y peones.
Allí se incorporó a la expedición Francisco de Biedma, nombrado por el rey como “comisario superintendente de la bahía San Julián”, pero que el virrey lo cambió de destino nombrándolo interinamente para la bahía Sin Fondo, lo cual fue aprobado por el rey el 12 de marzo de 1779, quedando De la Piedra nombrado para la bahía San Julián.

(...) llegó a esta Capital D. Francisco Viedma con el carácter y denominación de Comisario Superintendente para el establecimiento de la Bahía San Julián, segun resulta de su titulo que me presentó. Y como á más de que el papel de Apuntes y advertencias para dicha instrucción hace generalmente conocer que D. Juan de la Piedra es el principal comisionado a estos establecimientos, se prevenga espresamente en uno de sus capítulos, que verificado el de la Bahía Sin Fondo, ha de quedar en él el segundo comisionado con uno de los contadores, y el dicho Piedra seguir con el resto de la expedición al reconocimiento de la Bahía San Julian, ó de otro parage más avanzado hacia el Estrecho de Magallanes, donde convenga hacer el otro establecimiento: arreglé en estos términos la instrucción y he suspendido, ínterin S. M. disponga otra cosa, variar la referida prevención, determinando consiguientemente que D. Francisco Viedma sea el Comisionado Superintendente que ha de quedar en la Bahia Sin Fondo sin embargo de destinarlo su titulo a la de San Julian.

Por desavenencias con respecto al mando, Juan de la Piedra abandonó luego la expedición, regresando a Montevideo en la fragata. El virrey Vértiz le inició un sumario por no haber hecho una fundación en San Julián y por abandonar sus funciones, siendo destituido. Antes de partir envió al piloto Manuel Bruñel y a teniente de infantería Pedro Andrés García a explorar las costas con la sumaca San Antonio de Oliveira, llegando hasta el río Colorado luego de avistar la boca del río Negro, al cual consideraron que no se podía entrar desde el mar. El 13 de febrero de 1779 De la Piedra envió a Basilio Villarino a explorar este último río, logrando navegar por él el 22 de febrero. Al día siguiente se produjo el primer contacto de la expedición con los indígenas, retornando a San José el 16 de marzo.

### Fundación del fuerte de Carmen de Patagones en el río Negro
Al partir Juan de la Piedra con la fragata el 4 de marzo, Francisco de Biedma quedó al mando como “comisario superintendente”, quien tras el regreso de Basilio Villarino, decidió trasladar su campamento hacia el río Negro, partiendo el 16 de abril con una sumaca y un bergantín y dejando a su hermano Antonio de Biedma a cargo del campamento de la bahía San José. El 22 de abril del mismo año, Francisco de Biedma fundó el Fuerte de Nuestra Señora del Carmen y Pueblo de Nueva Murcia, en la margen derecha (sur) del río Negro en tierras que debió adquirir al cacique Negro que habitaba en las proximidades.
El 13 de junio de 1779, una inundación arrasó la fundación, por lo que fue trasladada a la orilla norte del río, originando la actual ciudad de Carmen de Patagones. En octubre comenzaron a llegar allí los primeros colonos gallegos. En 1780 llegaron familias maragatas procedentes de León. Francisco de Biedma fue confirmado como “comisario superintendente del río Negro”.
El 1 de agosto del mismo año, Antonio de Biedma regresó a Montevideo debido al escorbuto, a la falta de agua y de víveres, dejando en el Fuerte de San José a 8 voluntarios al mando del capitán Pedro Andrés García. El virrey Vértiz le encomendó la misión de fundar un fuerte y realizar:

El reconocimiento de la costa desde el golfo San Jorge hasta el cabo Vírgenes y formar un provisional establecimiento en el mejor puerto y terreno que se descubra respecto a que en San Julián hay la duda por la noticia de los que de esta Provincia han estado a cargar sal, no encontrarse agua dulce en todas las inmediaciones de aquel puerto.

A principios de enero de 1780 llegó a Buenos Aires Andrés de Biedma, nombrado por el rey como superintendente de la bahía San Julián en reemplazo de Juan de la Piedra. Viajó inmediatamente a San José, pero por desequilibrios mentales debió poco después ser reemplazado por su hermano Antonio, contador del establecimiento. Ese mismo año, Villarino exploraría el río Negro hasta la isla Choele Choel, desconocida hasta entonces.

### Fundación del castillo del puerto Deseado en el extremo sur patagónico
El 13 de enero del citado año, partieron tres barcos —el paquebote San Sebastián y los bergantines San Francisco de Paula y el Nuestra Señora del Carmen y San Antonio— desde Montevideo hacia el sur, con la misión de realizar una fundación en la bahía San Julián. El 19 de enero arribaron al puerto de Santa Elena, tomando Antonio de Biedma formal posesión del mismo al día siguiente. De igual forma lo hicieron el 6 de marzo en el puerto de San Gregorio. El 1 de abril se tomó posesión de San Julián en nombre del rey. Exploraron la bahía de San Julián y luego se dirigieron hacia el sur.
Tomaron posesión de Puerto Deseado, el 23 de mayo, en donde debieron invernar, por lo cual se hicieron algunas construcciones, fundando Castillos de Todos los Santos y San Carlos del Puerto Deseado. El 17 de junio, el San Sebastián regresó a Buenos Aires con consultas para el virrey y el 28 de agosto lo hizo el Nuestra Señora del Carmen y San Antonio con enfermos y descontentos, luego de la muerte de 13 personas por escorbuto.
Biedma permaneció en el Deseado con 21 compañeros y el San Francisco de Paula, y a principios de octubre del mismo año, luego de la aprobación por parte del virrey rioplatense, procedió al establecimiento costero de la nueva colonia, más al sur del Deseado, trasportando a fines de dicho mes a funcionarios y al resto de los habitantes que la conformarían.

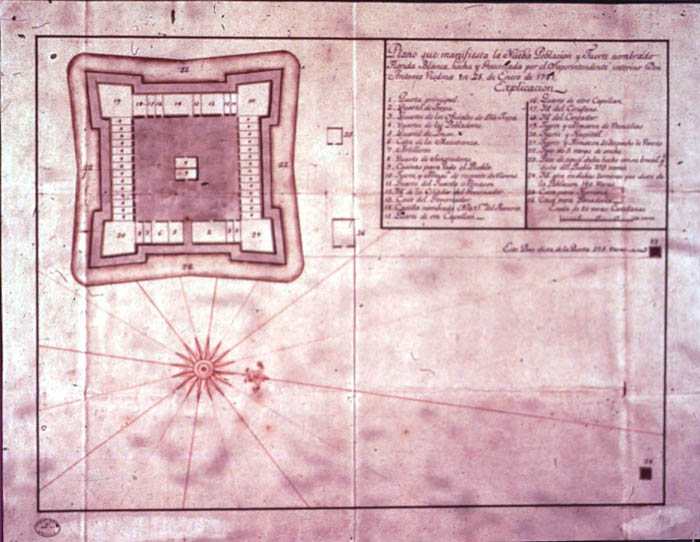
Plano de Nueva Colonia y Fuerte de Floridablanca

### Erección de la nueva población y el fuerte de San Julián
El 12 de noviembre regresó el segundo barco con provisiones y la orden formal del virrey de poblar San Julián, por lo que el día 21 se dirigieron allí, llegando el 24 y encontrando en la boca de la bahía a la Nuestra Señora del Carmen, que había naufragado con los auxilios. El 1 de diciembre de 1780, Biedma procedió a la fundación oficial de Nueva Población y Fuerte de Floridablanca del Puerto de San Julián, llamada así en honor del Ministro de Indias, José Moñino y Redondo, quien fuera conde de Floridablanca. Los habitantes de esta colonia, lo mismo que los de las fundaciones anteriores, fueron muy afectados por el escorbuto.
Durante la expedición, recibieron el auxilio de los tehuelches de la tribu del cacique Julián quien con 300 indígenas se instalarían en las inmediaciones de la población, ayudando en diversas tareas e inclusive intercambiando alimentos y objetos, pudiéndose de esta forma y gracias a la nueva dieta implementada, revertir los casos de escorbuto que tanto asolaba a los colonos. El 6 de enero de 1781 se comenzó a construir el fuerte para proteger a la nueva población, finalizando el 20 de abril y quedando solo el trabajo de los carpinteros que se estaban dedicando a las puertas internas y otros detalles de construcción, llevándoles solo diez días más.
El 3 de febrero del citado año, el virrey Vértiz designó al comisario superintendente Francisco de Biedma como «comandante de armas del Fuerte de Nuestra Señora del Carmen» con jurisdicción entre el paralelo 36° 39' S (Cabo San Antonio) y el 44° 30' S (Puerto de Santa Elena, inclusive) y para el territorio más al sur hasta el estrecho de Magallanes, nombró a Antonio de Biedma con sede en San Julián. Todo lo cual fue aprobado por el rey el 6 de septiembre de 1781.

### Fundación de los fuertes San Javier e Invencible en el río Negro
En el año 1782 Francisco de Biedma fundó un fuerte en cada orilla del río Negro para resguardar a Carmen de Patagones, el «Fuerte San Javier» al sur y el «Fuerte Invencible» al norte.
El 4 de enero de 1782, José de la Peña partió de San Julián al mando del bergantín San Francisco de Paula con la misión de reconocer la desembocadura del río Santa Cruz, logrando en parte sus objetivos y regresando ese mismo mes. El 26 de julio el rey concedió la jubilación a Andrés de Biedma y fue confirmado en el cargo su hermano Antonio.
Este último enfermó y a mediados de ese año fue desplazado temporalmente por el virrey, enviando al capitán de infantería Félix de Iriarte a reemplazarlo en el paquebote Belén para que pudiera regresar a Buenos Aires. Biedma sin embargo, no regresó a la capital y el 7 de noviembre emprendió una expedición por tierra hacia el río Santa Cruz, reconociendo también los ríos Chico y Chalía, retornando a San Julián el 3 de diciembre. 
Antonio de Biedma descubrió también el cerro Fitz Roy y el lago que en su honor se llama lago Viedma. El 12 de abril de 1783, dejó el mando a Iriarte y partió hacia Montevideo, a donde arribó el 7 de mayo.

### Erección del fortín Villarino en la isla rionegrina de Choele Choel
En cuanto al río Negro y luego de explorar el País de las Manzanas —en el vértice meridional de la actual provincia de Neuquén— el marino español Basilio Villarino erigió un fortín el 11 de noviembre de 1782 en la isla Grande de Choele Choel, al que llamó «Fortaleza de Villarino» pero debido a los ataques de los aborígenes lo abandonaría el día 24 de mayo de 1783.

## Real cédula de 1783 y desmantelamiento de algunos pueblos en 1784

### Despoblamiento de la superintendencia de los Establecimientos Patagónicos
Durante el período entre 1778 a 1784 llegaron al Río de la Plata 2.028 personas procedentes de las provincias de Galicia, Asturias, Castilla y León, las cuales estaban destinadas a las poblaciones recién erigidas. La única de las cuatro colonias que subsistiría fue la del Río Negro, la actual ciudad de Carmen de Patagones.
El 1 de agosto de 1783, el soberano Carlos III de España dictó una real orden decidiendo abandonar los establecimientos patagónicos ya que le resultaban muy onerosos en momentos de guerra con el Reino Unido y por la insurrección de Túpac Amaru.

(...) exceptuando el de Río Negro que ha de mantenerse con un comandante militar que se nombre y la corta población que puede hacer á su abrigo, y que en los puertos de San José, San Julián y Deseado, se dejen pilastras, que acrediten la pertenencia á S.M.C. reconociéndose desde Río Negro anualmente cuando se ejecute esta diligencia respecto del puerto de Egmont (...)

Cumpliéndose la real orden, el abandono de la colonia del Deseado se realizó el 23 de enero de 1784, el 11 de diciembre de 1783, el virrey Vértiz transmitió la orden en cumplimiento de la resolución del rey en los demás establecimientos, excepto el de San José por voluntad virreinal, ordenó a Félix de Iriarte que dejara un madero con la inscripción:

Esta Bahía de San Julián, sus terrenos y costas, el Puerto Deseado, Santa Elena, San Gregorio, San Jorge y Santa Cruz, con todas sus dependencias de esta costa Patagónica pertenecen al dominio del Rey de España, de que ha tenido y tiene la posesión, y como tal, de su Real Orden se visitan anualmente para que ninguna Nación los pueda ocupar.

Francisco de Biedma dejó de ser comisario superintendente y comandante de armas del fuerte de Patagones y por lo que fue nombrado intendente de Santa Cruz de la Sierra en la jurisdicción rioplatense de la Real Audiencia de Charcas, y en su reemplazo fue nombrado al capitán Félix de Iriarte.

### Último superintendente, comandancia de Patagones y la repoblación colonial del Deseado

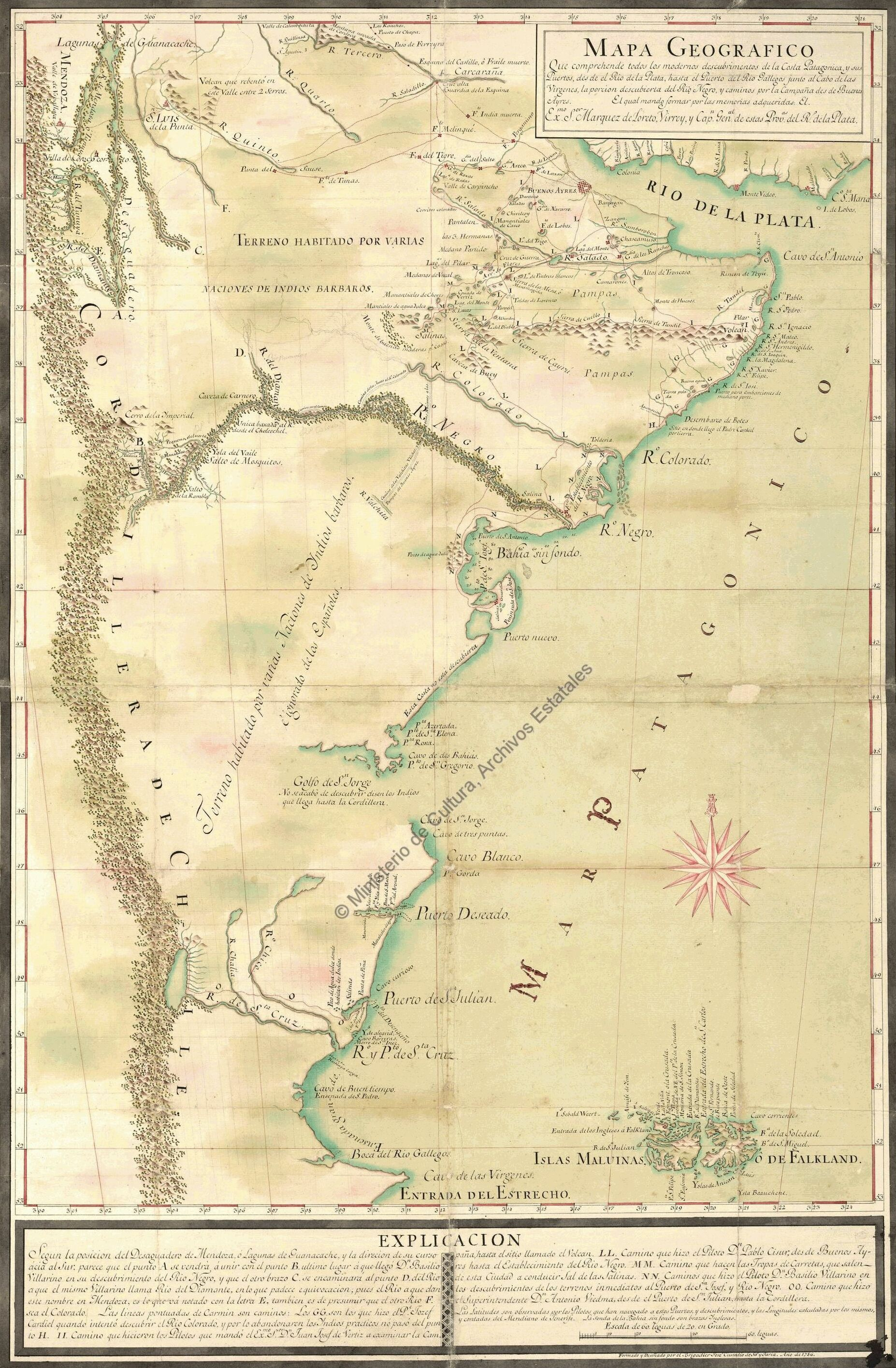
Mapa del Virreinato del Río de la Plata titulado “Mapa Geográfico que comprehende todos los modernos descubrimientos de la Costa Patagónica y sus Puertos, desde el Río de la Plata, hasta el Puerto del Río Gallegos junto al Cabo de las Vírgenes”, mandado a confeccionar por el Virrey, Nicolás Felipe Cristóbal del Campo, marqués de Loreto, en 1786.

En 1784 el nuevo virrey Nicolás del Campo quien fuera el II marqués de Loreto, también ordenó conservar el fuerte de San José para ser utilizado como apoyo a la caza de ballenas. En el mismo año la colonia de Floridablanca en el puerto San Julián fue finalmente abandonada por dicha real orden, y al mismo tiempo, Juan de la Piedra ya absuelto de sus cargos arribó a Carmen de Patagones en reemplazo de Francisco de Biedma como nuevo superintendente.
En enero de 1785 Juan de la Piedra comandó una expedición para capturar indígenas y murió en la sierra de la Ventana, lo mismo que Villarino, dejando de haber un superintendente. Lázaro Gómez asumiría el mando de los expedicionarios y luego, Isidro Bermúdez lo haría tomando el mando político y militar, quedando de esta manera como comandante de armas del fuerte.
En 1787 José Ignacio de la Quintana también asumió como comandante del fuerte de Patagones, dando formalmente inicio a la comandancia de Patagones dentro de la superintendencia bonaerense que formaba parte del Virreinato del Río de la Plata.
Posteriormente, en 1790, la Real Compañía Marítima de Carlos IV en sociedad con particulares, instaló nuevamente el fuerte en puerto Deseado, dentro de la jurisdicción de Patagones, para ser utilizado en la extracción de aceites de lobos marinos y de ballenas.

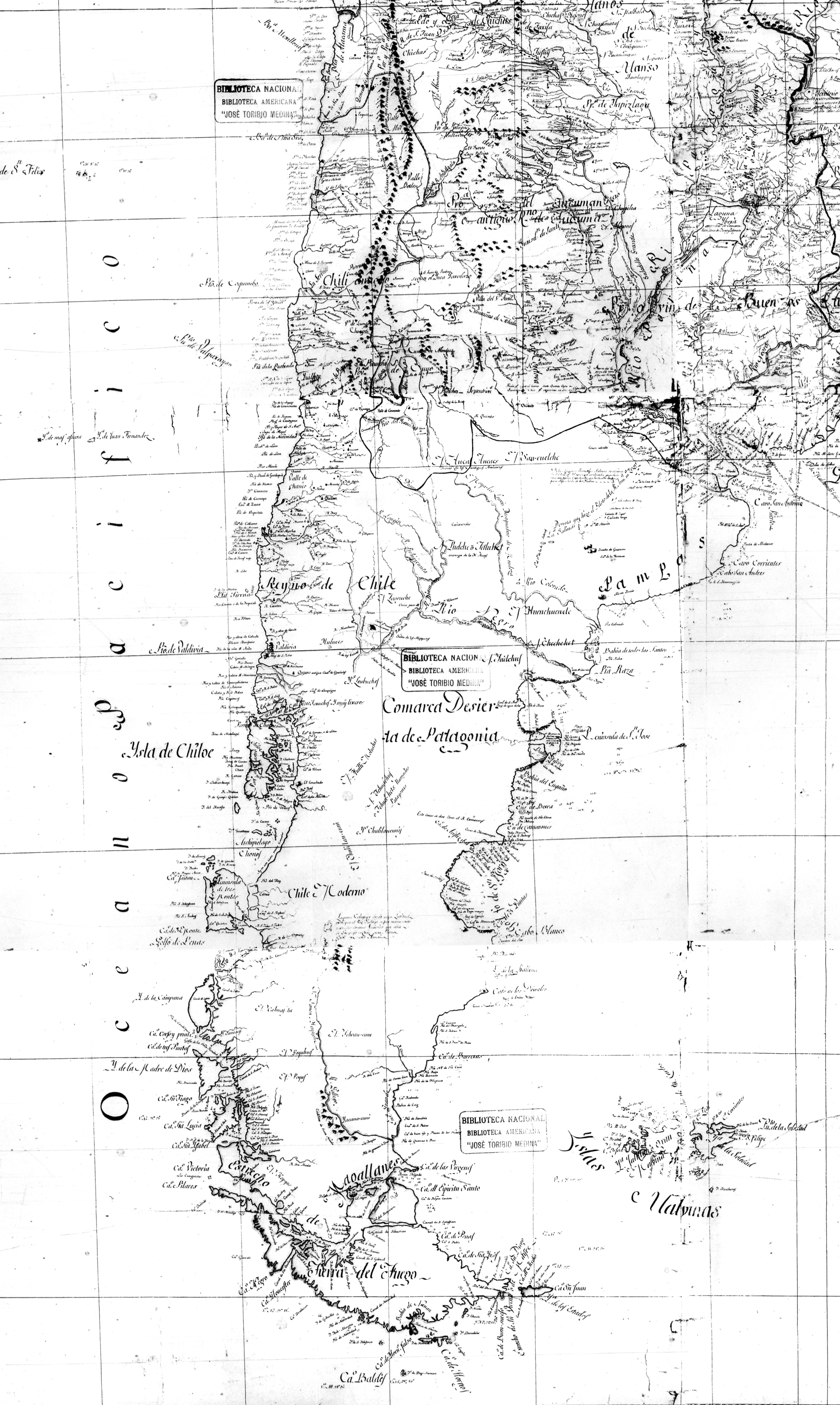
Reino de Chile en el mapa de Agustín Ibáñez y Bojons de 1800, se aprecia una frontera similar a la del mapa de Olmedilla de 1775 en la costa atlántica, cerca del paralelo 36° sur.

En 1800 el teniente coronel del ejército español y capitán primero del cuerpo de Ingenieros, Agustín Ibáñez y Bojons realiza un mapa de la América del Sur en el cual muestra límites similares al mapa de Cano y Olmedilla de 1775, con la diferencia que el límite atlántico del reino de Chile se acerca al paralelo 36° sur en vez del 38° sur, además en su descripción reproducida en el libro Monumenta Chartographica Indiana de 1942, realizado por Julio Guillén Tato para el Ministerio de Asuntos Exteriores de España, se menciona que contiene los "límites del Virreinato de Buenos Aires", además que en el mapa mismo se indica "Fronteras de Buenos Ayres":

Al SE cartela circular con explicación, clave y notas. [...] segun se conbino para el mejor desempeño de los reconocimientos de mar y Tierra que practicó el constructor del mapa en el año de 1800 de Orden de la Superioridad. Es Copia. Contiene los límites del Virreinato de Buenos Aires, de donde seguramente procede, y leyenda en un lugar sobre los de España y Portugal, como ésta: Desde el Puerto de Maldonado hasta el Rio Grande de San Pedro fué levantado por los Geografos de la demarcacion de Límites entre las dos Coronas de España y Portugal que dio principio en el Arroyo de Chuy el Año 1780. Comprende desde el Ecuador hasta los 57°S desde los 23°30E a 24°30W de Buenos Aires. En la misma Real Sociedad Geográfica de Madrid existía otro mapa que, aunque sin tanta finura de lavado, era seguramente el original; estaba firmado por Ibañez y era idéntico en tamaño y en todo. También poseía esta Real Sociedad el mapa de Millau, de la América del Sur (17..), citado por Fernández Duro Disquisiciones Nair. y que sirvió, en gran parte, a Cruz Cano para formar el suyo que hemos descrito más arriba.

El mapa fue enviado al Secretario de Estado José de Urruña por Martínez de Cáceres en 1802 y el propio Ibáñez lo envió en 1804 al Gobierno español con un plan de operaciones para recuperar algunos territorios ocupados por los portugueses.

## Archivo General de Indias de 1803
En el Archivo General de Indias se conserva un manuscrito del primer delineador del Depósito Hidrográfico de la Corona de España, Teniente del Navío Andrés Baleato firmado alrededor de 1803. Contiene la descripción geográfica del Virreinato del Río de la Plata y termina con tres notas. En la segunda se puede leer: 

En la costa setentrional del Estrecho de Magallanes está el Morro de Santa Águeda o Cabo Froward, desde el cual corre hacia Norte la Cordillera de los Andes y divide a la tierra patagónica en oriental y occidental. La oriental siempre se consideró del Virreinato de Buenos Aires hasta el Estrecho de Magallanes, sin embargo de no tener más establecimientos que hasta el Río Negro y la Guardia de la Bahía de San José. La Patagonia occidental pertenecía al Reino de Chile hasta el mismo Estrecho de Magallanes, no obstante que las conversiones de indios no pasaban de lo más Sud del Archipiélago de Chiloé con algunas entradas que hacían los misioneros en el Archipiélago de Guaytecas o de Chonos. La tierra del Fuego no tuvo establecimientos ni conversiones pertenecientes a Buenos Aires ni a Chile y su separación del continente por el Estrecho de Magallanes hacía imaginaria su pertenencia.

## Repoblación y definitivo abandono de establecimientos hacia 1810

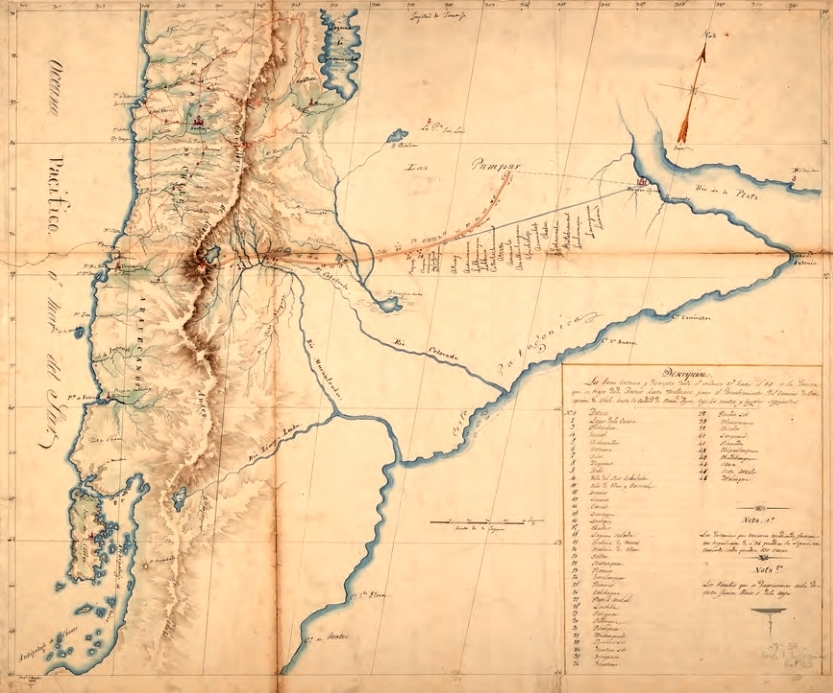
Mapa del viaje de Luis de la Cruz, de Concepción a Buenos Aires en 1806.

La factoría y fuerte de Puerto Deseado refundado en 1790, para ser utilizado en la extracción de aceites, fue abandonado en octubre de 1807, al disminuir la rentabilidad y por causa del clima, además del ataque de una fragata inglesa, como parte de las invasiones al Río de la Plata. Sus habitantes fueron trasladados a Carmen de Patagones (los restos de este fuerte fueron hallados en 2008).
En el año 1806 el alcalde de la ciudad chilena de Concepción, Luis de la Cruz, realizó un viaje a Buenos Aires cumpliendo la orden de establecer caminos para facilitar la comunicación entre el reino de Chile y el virreinato platense. El comandante de Fronteras y gobernador de Concepción le otorga autorización mencionando los asentamientos patagónicos: 

...cómo se podrá extender hasta nuestros establecimientos de la costa de Patagonia.

 El informe realizado por el alcalde señala 

...se une este Reyno con el de Buenos Aires, quedando a nuestro favor tanto número de tierras cuantas puede gozar el Reyno de Chile en toda su extensión. Encontrará V.S. calidades de terreno primorosas para extender nuestras haciendas de ganado y que nuestro comercio se extienda hasta Europa. Encontrará lugares fértiles, aguadas muy inmediatas para extender nuestras poblaciones... y arbitrios para defendernos por las costas patagónicas de nuestros enemigos extranjeros

A poca distancia de Buenos Aires, le dijo al cacique aucae Curripilún: 

Vosotros fuistéis siempre pobres hasta que llegaron los españoles a estos desiertos chilenos a procrear caballos, vacas y ovejas para vuestro sustento

 En un memorial presentado al Tribunal del Consulado de Santiago en 1807, el explorador dijo: 

Encontrará el Consulado que por él se une a este reino con el de Buenos Aires, quedando a nuestro favor tanto número de tierras cuantas puede gozar el reino de Chile en toda su extensión. Encontrará V.S. calidades de terrenos primorosos para extender nuestras haciendas de ganados, y que nuestro comercio se extiende hasta Europa. Encontrará arbitrios seguros para defendernos por las costas patogénicas de nuestros amigos (los indios) para la defensa, sin multiplicar gastos al erario y mediante ellos extender nuestros descubrimientos y conquistas a los lugares más remotos

El Gobernador Intendente de la ciudad de Concepción entregó un pasaporte e Instrucciones y en la instrucción primera dice:

Primera. Respecto a que el objeto de la expedición es dirigida a esclarecer todos los puntos de utilidades y conveniencia que puedan resultar a los dos reinos, de la comunicación y comercio directo por esta nueva vía, y teniéndose presente que del diario practicado por don Justo Molina, resulta haber, desde el Fuerte de Antuco hasta la capital de Buenos Aires, solo la distancia de doscientas treinta y dos leguas, por un cómputo estimado en su viaje; deberá preferirse esta dirección por la más ventajosa, y que no deberá variarse, si otros motivos de mayor gravedad no obligasen a ello: y de consiguiente, el referido Molina será quien en esta parte señalará el rumbo que ha de llevar la expedición.

Y el comienzo del pasaporte decía:

D. Luis de Alaba, Caballero del Orden de Santiago, Coronel de infantería de los reales ejércitos, Comandante General de la frontera del reino de Chile y Gobernador Intendente de la provincia de la Concepción. Por cuanto el Rey Nuestro Señor (que Dios guarde) tiene mandado se le informe los medios de facilitar las comunicaciones de la provincia del virreinato de Buenos Aires con las de este reino de Chile, por los países de los indios intermedios: Por tanto, hago saber a los gobernadores y caciques del tránsito, desde el fuerte de Antuco en esta frontera hasta dicha capital, que el Alcalde provincial del Cabildo de la ciudad de la Concepción, D. Luis de la Cruz, acompañado del agrimensor D. Tomas Quesada, y del práctico D. Justo Molina, y asociados, D. Ángel y D. Joaquín Prieto, tenientes de milicias de caballerías con quince individuos más para el servicio de esta expedición, pasa comisionado por el Exmo Sr. Capitán General de este reino, D. Luis Muñoz de Guzmán, para hacer un nuevo reconocimiento del camino más directo a la expresada capital, que es el único objeto de este viaje; [...].

En uno de los pasajes del informe realizado por el alcalde señala:

En el lugar de Rimemallin, al que llegué el 12 de Abril, encontré una porción de rábanos y navos fecundísimos y tiernos, producidos sin duda de algunas semillas que llevaron los indios entre el trigo o cebada que traen de nuestra frontera, que me hicieron acordar de los que producen las vegas más fértiles de Itata. También se ven por allí algunos tiernos arbolillos de duraznos; mas acá, en Butacura, dos frondosos manzanos, y en la orilla del Tocoman, tres tan abultados y fecundos, que hasta entonces tenían frutas como los cultivados en Chile. [...]. En todos los llanos siguientes a las cordilleras, que son buenos, no encuentro embarazo para que se pudiese sembrar, a entrada de invierno, los trigos y cebadas; y con atención a que en ellos hiela como en Chile, [...].

De las transcripciones, se puede observar que el Fuerte de Ballenar o Antuco se encontraba en la frontera del Reino de Chile, ya que el Virrey del Perú, Teodoro de Croix, mediante Auto del 24 de diciembre de 1785, había aprobado la creación de las Intendencias de Chile y por oficio dirigido al Ministro Universal de Indias, José de Gálvez, el 5 de febrero de 1786, el Virrey decía que su resolución se ceñía únicamente a que se estableciesen las Intendencias de Santiago y de Concepción, fijando a cada una los mismos límites de sus obispados, los cuales tenían por límite oriental la cordillera de los Andes. La resolución del Virrey Teodoro de Croix, del 24 de diciembre de 1785, fue aprobada definitivamente por el Rey mediante Real Orden, del 6 de febrero de 1787.
El alcalde Luis de la Cruz llevaba un pasaporte, con el cual pasa al Virreinato del Río de la Plata a través de la frontera, comisionado por el Capitán General del Reino de Chile, Luis Muñoz de Guzmán. Cuando habla de los frutos producidos en Rimemallin, Butacura y Tocoman (los tres ubicados en la cordillera de los Andes en el norte de la Provincia de Neuquén) los compara diciendo "como los cultivados en Chile" y en todos los llanos siguientes a la cordillera expresa que hiela "como en Chile".
El Fuerte de San José, debido a su importancia estratégica insular, se mantuvo —por dominar al istmo Carlos Ameghino y a la península de Valdés, al igual que al golfo homónimo y al grande de San Matías— pero se conservaría hasta el 7 de agosto de 1810, ya que en esta fecha fuera arrasado por los tehuelches.

## La emancipación hispanoamericana, eluti possidetis iureyfactum

Mapa de la disputa de la Patagonia Oriental, Tierra del Fuego y el estrecho de Magallanes entre Argentina y Chile (1842-1881).

Entre 1811 y 1853, persistieron tres establecimientos desde la época virreinal en la Patagonia oriental, a orillas de la desembocadura del río Negro —territorio entonces controlado por los pueblos originarios aonikenk, patagones o tehuelches septentrionales-australes, hasta el río Chubut, además de los meridionales desde el mismo río hasta el estrecho de Magallanes— siendo aquellos: Carmen de Patagones (1779), «Mercedes de Patagones» (1782) y el «Fortín San Javier» (1782). 
En 1821, el hacendado y funcionario argentino Fernando Alfaro Maciel quien fuera nombrado juez de Paz de Carmen de Patagones ese mismo año, fundaría un establecimiento ganadero en bahía San Blas.
Durante la primera campaña al Desierto, la cual había sido financiada de manera privada por Juan Manuel de Rosas, Juan Nepomuceno Terrero, el doctor Miguel Mariano de Villegas, Victorio García de Zúñiga, el entonces coronel Tomás Guido y los Anchorena para que pudieran iniciarla en marzo de 1833, Rosas había formado un campamento el 12 de mayo de 1833 en el límite nororiental de la Patagonia atlántica o del Comahue —a 3 km al este de la futura localidad bonaerense de Pedro Luro— y lo trasladaría el 19 del mismo mes, a unos 20 km río abajo del Colorado, formando una guardia o vigilancia con una guarnición de 50 hombres en las cercanías de Médano Redondo (o colina «Clemente López») adonde dejaría un mástil con la bandera de la Confederación Argentina, sobre la orilla septentrional, y a 32 kilómetros de su desembocadura, a la que llamarían «Fortín Colorado».

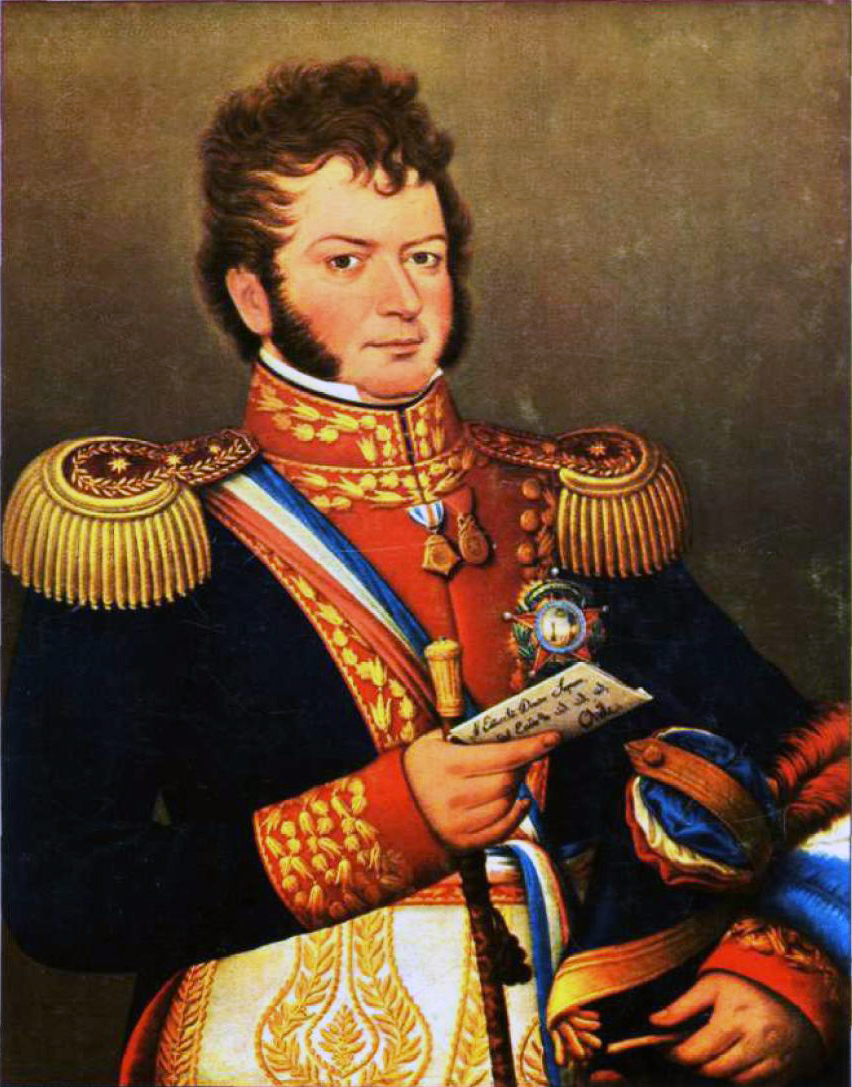
Bernardo O'Higgins habló sobre el potencial de la costa atlántica en la Patagonia.

En 1830 el político chileno Bernardo O'Higgins (hijo de Ambrosio) envió al presidente chileno Joaquín Prieto una carta:

Estas materias, repito, que ocupan mi imaginación me permiten, mi querido general, no solamente recomendarle, sino también imprimir en Ud. la grande importancia de calcular y adquirir por todos los medios posibles la amistad, no solamente de los araucanos, sino aún con más vigor, de los pehuenches y huilliches, conviniendo como yo convengo con Molina, que todos los habitantes de los valles del Este, así como del Oeste de los Andes, son chilenos. Yo considero a los pehuenches, puelches y patagones por tan paisanos nuestros como los demás nacidos al norte del BíoBío; y después de la Independencia de nuestra patria, ningún acontecimiento favorable podría darme mayor satisfacción que presenciar la civilización de todos los hijos de Chile en ambas  bandas  de  la  gran  cordillera  y  su  unión  en  una  gran familia [...] Yo me gozo, pues mi querido general, en la confianza de que no anda muy distante el día en que el bárbaro y errante leñador de las Pampas se convierta en civilizado pastor, y el pobre y desnudo salvaje de la Tierra del Fuego en un industrioso y acomodado pescador
Bernardo O'Higgins, 1830

El año siguiente envía una carta a la Marina Real Británica hablando sobre su país:

Chile viejo y nuevo se extiende en el Pacífico desde la bahía de Mejillones hasta Nueva Shetland del Sur, en latitud 65° Sur y en el Atlántico desde la península de San José en latitud 42° hasta Nueva Shetland del Sur, o sea, 23° con una superabundancia de excelentes puertos en ambos océanos, y todos ellos salubres en todas las estaciones. Una simple mirada al mapa de Sudamérica basta para probar que Chile, tal como queda descrito, posee las llaves de esa vasta porción del Atlántico Sur.
Bernardo O'Higgins, 1831

Estas son dos cartas privadas que contienen una apreciación personal de O'Higgins manifestada en el exilio sobre lo que él entendía como uti possidetis juris en esa etapa de su vida y no de una ley o acto de gobierno. Bernardo O'Higgins escribió, dos meses antes de morir, al Presidente de Chile:

No ocultaré del conocimiento de Ud. la opinión y pensamiento que ha ocupado siempre mi imaginación. [...] Yo por tanto me consideraría el más desgraciado, si no estuviese plenamente satisfecho que los autores de la revolución del 28 de enero de 1823, fueron solamente los responsables por el vergonzoso descrédito que recayó sobre la nación a consecuencia del total abandono demostrado a la moral, a la religión y condición física de los desgraciados, desnudos e ignorantes habitantes de la Patagonia occidental y de la Tierra del Fuego, desde el año de 1821 en que se hicieron ciudadanos chilenos, en virtud de la ley, que declaró su suelo parte integrante de la República.
Bernardo O'Higgins, 4 de agosto de 1842

Bajo su mandato de Director Supremo se sancionó la Constitución Política de Chile de 1822, cuyo artículo 3 dispone que el límite oriental de Chile es la cordillera de los Andes, sin embargo, esto se produce antes de la disputa académica sobre el uti possidetis juris en la Patagonia Oriental, Tierra del Fuego y el estrecho de Magallanes entre ambos países en los que se disputa cuales son los derechos heredados.
En 1843 Chile realiza la toma de posesión del estrecho de Magallanes fundando el Fuerte Bulnes, a sólo días de que llegasen navíos británicos y franceses con el mismo objetivo.
El presidente argentino Juan Manuel de Rosas intentó llegar a acuerdos directos con los hermanos Pincheira, quienes eran guerrilleros realistas, defendiendo así para Argentina lo que fue la frontera indígena sur del virreinato del Río de la Plata. Con tal objetivo envía una carta a José Antonio Zúñiga, comandante de las partidas, con fecha del 8 de noviembre de 1830 describiendo la frontera que no debían traspasar:

Las guardias que pertenecen a esta provincia de mi mando y a la de Santa Fe, y que es necesario que U.U. respeten como cosa sagrada, son: Patagones, Bahía Blanca, Tandel, Solores, Chascomuz, Ranchos, Monte, Lobos, Navarro, Luján, Fortín de Areco, Salto, Pergaminos, Rojas, Mercedes y Melincué. Esta es la línea de adentro. La de afuera corre desde la Bahía Blanca a Trimosí, de Trimosí a la Cruz de la Guerra, de la Cruz de la Guerra al Potroso, y del Potroso a Mercedes y Melincué, cuya línea es igualmente necesario que la respeten U.U. como lo más sagrado con todas las estancias que están dentro de ellas
8 de noviembre de 1830, Carta del gobierno de Rosas a los Pincheira

En 1850 el río Colorado desviaría su cauce, dejando al sur a este fortín antes citado que seguiría funcionando mientras durara el gobierno rosista, unificando el territorio efectivo de la provincia bonaerense con los establecimientos patagónicos remanentes pero al ser derrocado el 3 de febrero de 1852, sería abandonado, manteniéndose en pie hasta que el Estado de Buenos Aires, ya separado de la Confederación Argentina, volviera a ocuparlo cuatro años después y que en dos años más, lo trasladase a su lugar original debido a las inundaciones.
En 1856 se promulgó el tratado de amistad entre Chile y Argentina que reconoció los límites del uti possidetis juris, es decir, los definidos por las leyes indianas vigentes en 1810.
Posteriormente hubo un fallido asentamiento chileno en «Puerto Gallegos» a orillas del río homónimo desde el 4 de marzo de 1873, aunque solo duraría seis semanas luego del acuerdo diplomático entre este país y la Nación Argentina. Al año siguiente intentarían lo mismo en el ya citado «Cañadón Misioneros».
En 1875, el cacique Papón —el hijo y sucesor de Casimiro Biguá pero solo desde la colonia del Estrecho de Magallanes hasta el río Santa Cruz— con su gente, establecería una alianza con el gobernador chileno de Punta Arenas, Diego Dublé Almeyda, quien lo nombraría "Subdelegado chileno de la Patagonia", pasando a jurar fidelidad a dicha república y quebrantando la aceptación de soberanía argentina de su padre en 1869, aunque solo conservara efectivamente dicha república las zonas del estrecho que se afianzaría con el tratado de límites de 1881. Le sucedería a este último su hermano, el cacique llamado Mulato en 1892, que terminaría asentándose en una reserva cercana a Punta Arenas.

### Intentos fallidos de colonización extranjera hasta mediados delsigloXIX
Iniciada la Guerra del Brasil, ese imperio intentaría ocupar la desembocadura del río Negro el 28 de febrero de 1827, para luego lograr unas alianzas con los aborígenes y de esta forma rodear a las Provincias Unidas del Río de la Plata en ambos flancos pero sus pobladores al mando del coronel Martín Lacarra y el juez de paz Fernando Alfaro Maciel desempeñarían un papel fundamental en la defensa de la ciudad durante el combate de Carmen de Patagones del 7 de marzo del citado año.
Doce años después hubo un intento de penetración británica en el extremo sur con el misionero anglicano Allen Francis Gardiner que había intentado infructuosamente convertir a los mapuches de Valdivia en Chile, y luego al pasar a las islas Malvinas —ya ocupadas de hecho por colonos del Reino Unido en 1839— se uniría en 1844 a la «Sociedad Misionera de la Patagonia», creada en Londres e instalada en la isla Vigía del citado archipiélago en el mismo año, desde donde recorrería el estrecho de Magallanes, el archipiélago de Tierra del Fuego y el canal de Beagle. En 1845 viajaría nuevamente al estrecho, en cuya costa septentrional se instalaba en la bahía San Gregorio con sus habitaciones a poca distancia de las tolderías aborígenes, iniciando así una misión entre los tehuelches, atrayéndolos con provisiones y logrando que se instalaran durante algunos días en las cercanías pero al poco tiempo lo abandonarían.
Al mismo tiempo, un buque chileno se había establecido en el mismo lugar y había iniciado negociaciones con los indígenas para convertirlos al catolicismo y debido a las protestas de Gardiner que había cuestionado la soberanía chilena sobre esa región, fue obligado a embarcarse en un buque británico que pasaba por ahí, aunque también fracasaría el intento de construir un fortín chileno. Después Gardiner intentaría entre los yaganes o yámanas de las islas australes pero encontraría la muerte por inanición en 1851.
Años después los misioneros anglicanos Teófilo Schmidt (alemán) y Juan Federico Hunziker (suizo) continuarían con la fallida «Reducción de Cañadón Misioneros» de 1862 - 1863 —actualmente dependiente de Puerto Santa Cruz— también provenientes del archipiélago malvinense.